# Festival d'Angoulême 2017
Le 44e festival international de la bande dessinée d'Angoulême s'est tenu du 26 janvier au 29 janvier 2017.
Vainqueur du Grand prix l'année précédente, l'auteur belge Hermann préside cette édition dont il a réalisé l'affiche.
Le Grand prix est attribué à Cosey qui présidera l'édition 2018.

## Affiche

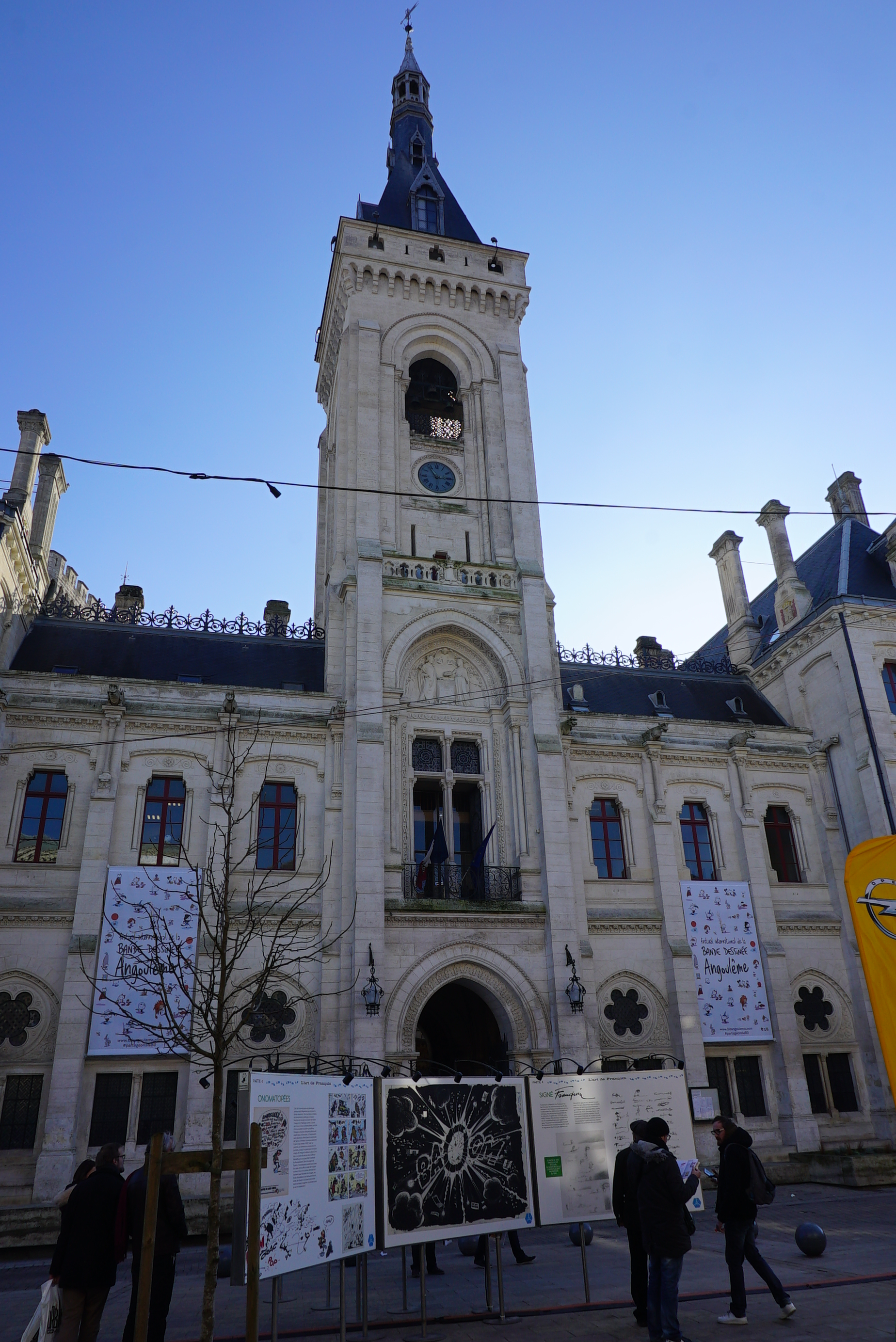
L'Hôtel de ville pendant le festival.

Pour le visuel de l'édition 2017, Hermann a choisi de représenter une allégorie, une caisse en bois ornée des couvre-chefs et des attributs des personnages issus de ses séries Bernard Prince, Comanche, Jeremiah et Les Tours de Bois-Maury. D'après lui, cette caisse figure la bande dessinée, Angoulême ou tout ce qu'on souhaite y voir . En arrière-plan, un homme est assis sur le sol dans un paysage désolé.

## Palmarès

### Grand prix de la ville d'Angoulême
Annoncé et remis par Hermann lors de la cérémonie d'ouverture du festival le 25 janvier, le Grand prix 2017 est l'auteur suisse Cosey.
Le premier tour de l’élection du Grand Prix s’est déroulé du 9 au 15 janvier 2017. Les trois auteurs retenus par leurs pairs pour concourir pour le second tour, du 18 au 22 janvier, étaient les suivants :
- Cosey
- Manu Larcenet
- Chris Ware

Initialement, le scénariste britannique Alan Moore figurait parmi les trois auteurs plébiscités mais il ne souhaite plus participer à la vie publique de la bande dessinée ou recevoir de prix.

### Prix René Goscinny
À l'occasion du quarantième anniversaire de la disparition de René Goscinny, ce prix est à nouveau remis. Il récompense l'auteur français Emmanuel Guibert pour Martha & Alan mais aussi pour l'ensemble de son œuvre. Le lauréat a reçu un trophée créé par l’artiste Robert Combas, une sculpture composée des lettres du mot scénario. Une exposition lui sera consacrée au festival suivant.
Au cours de son discours de remerciement, Emmanuel Guibert a chanté Oumpah-Pah.
Les huit membres du jury sont Anne Goscinny (présidente de l’Institut René Goscinny), Stéphane Beaujean (directeur artistique du Festival), Catel (auteure), Florence Cestac (auteure), José-Louis Bocquet (auteur), Jul (auteur), Anne-Hélène Hoog (conservatrice au Musée d’art et d’histoire du Judaïsme) et Frédéric Bonnaud (directeur général de la Cinémathèque française). 

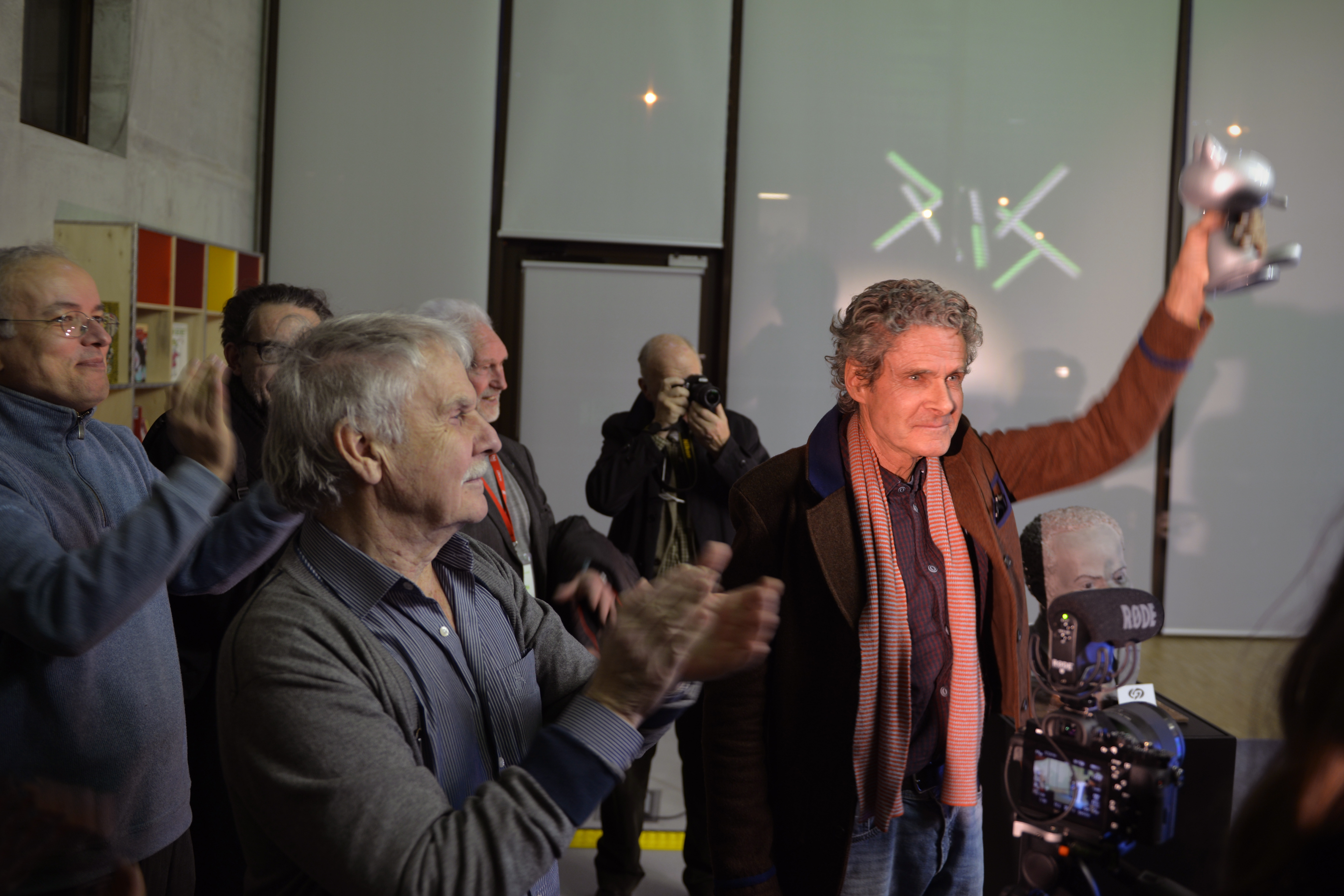
Cosey avec le Grand prix.
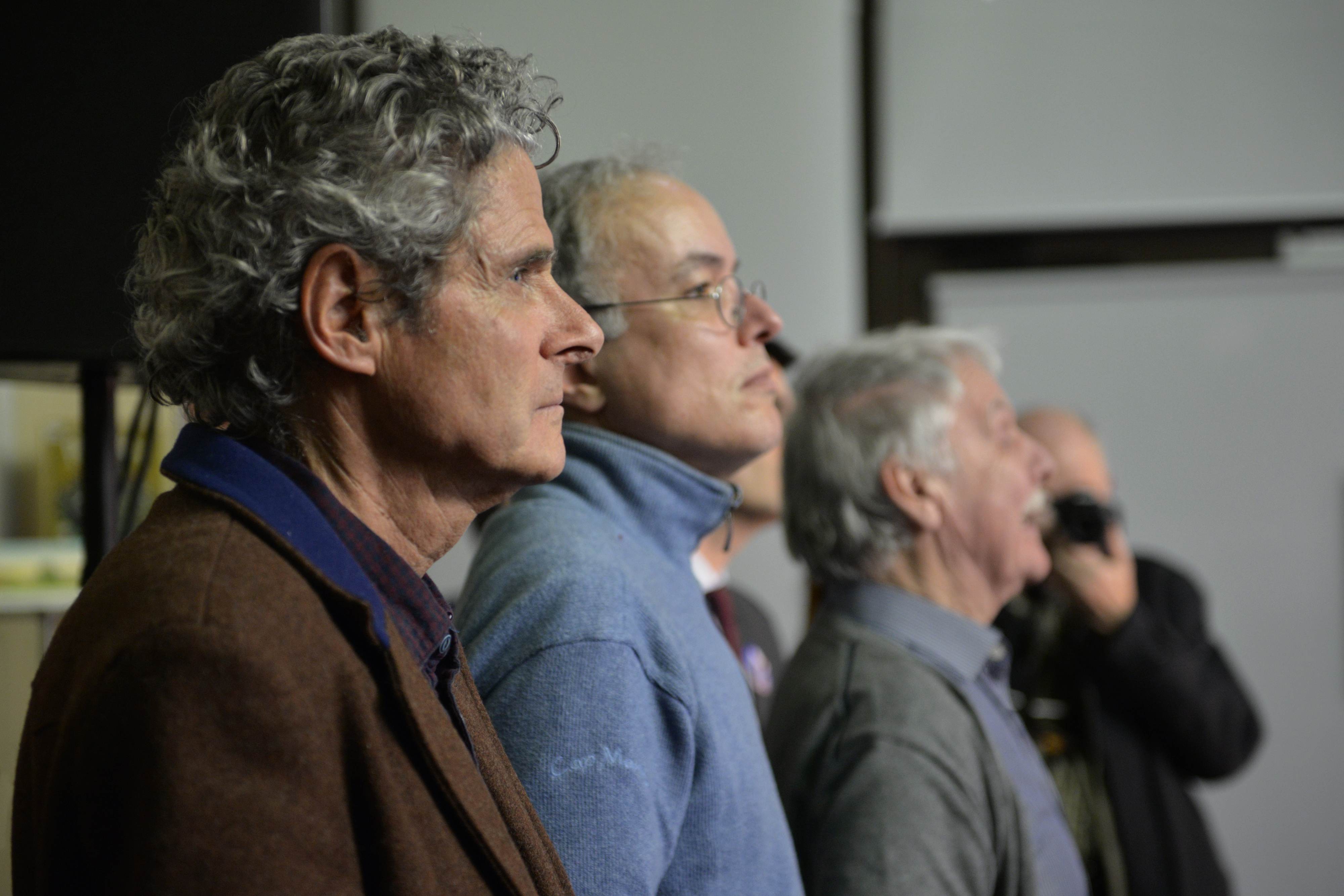
Cosey, Emmanuel Guibert et Hermann
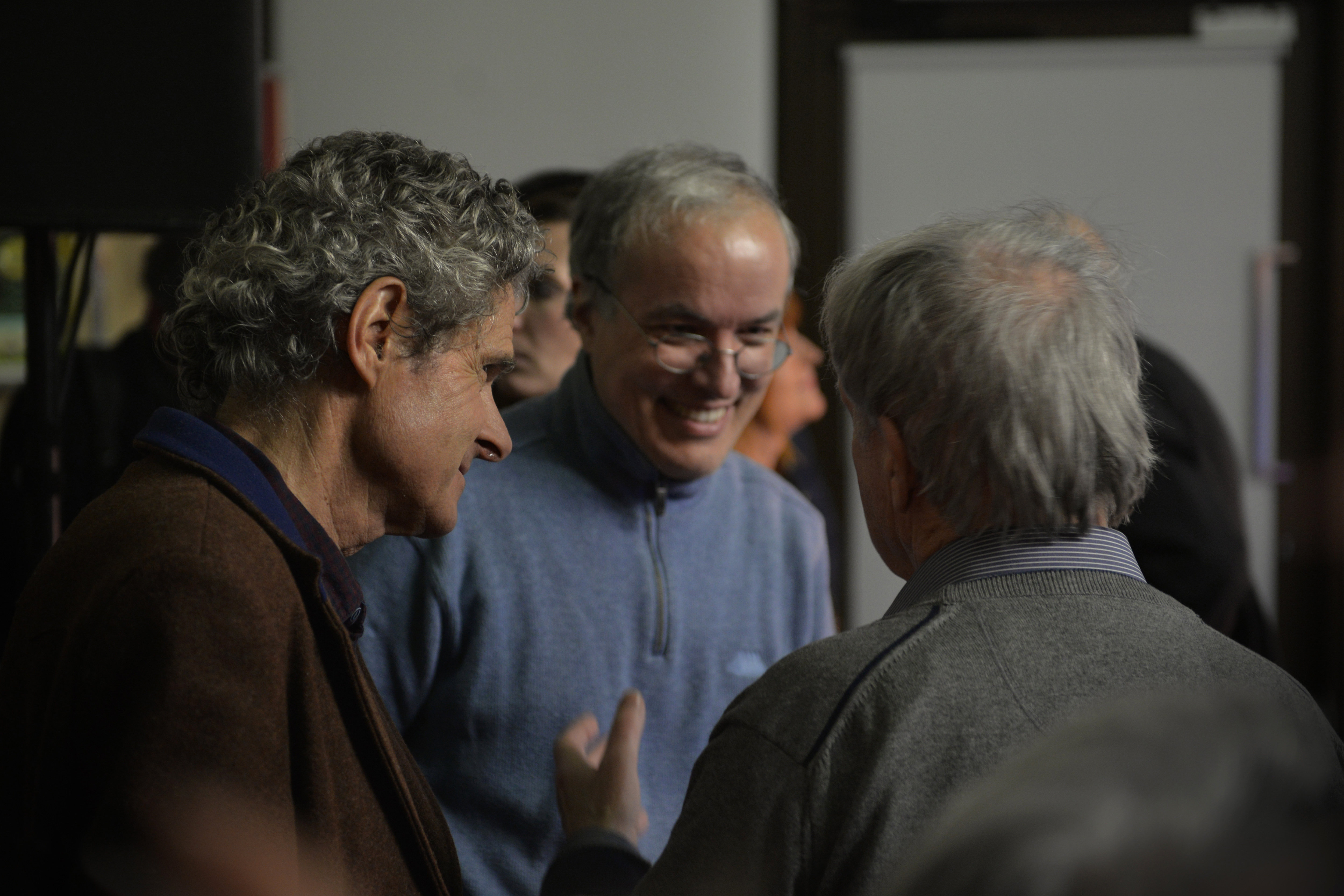
Cosey, Emmanuel Guibert et Hermann
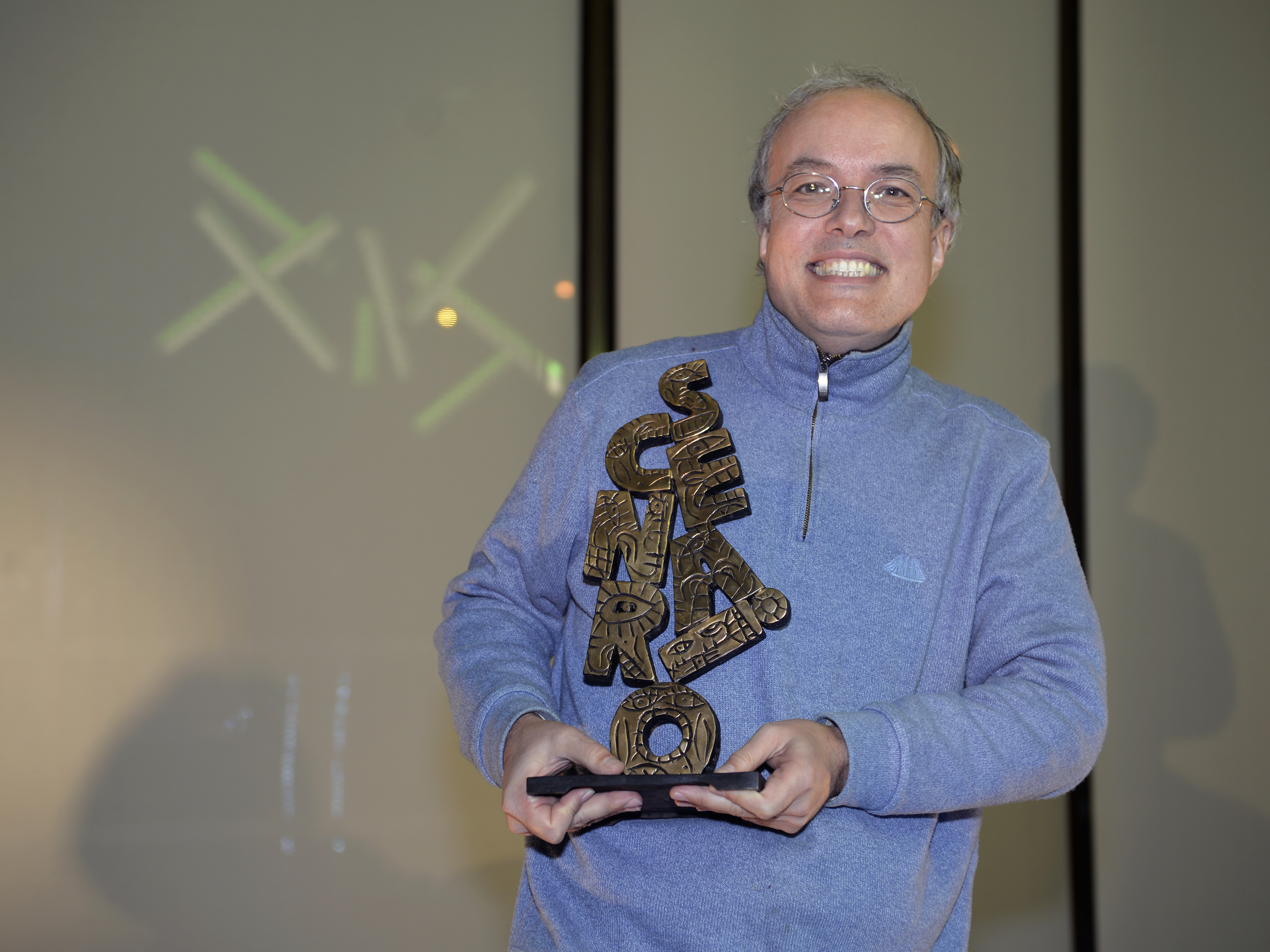
Emmanuel Guibert avec le prix Goscinny
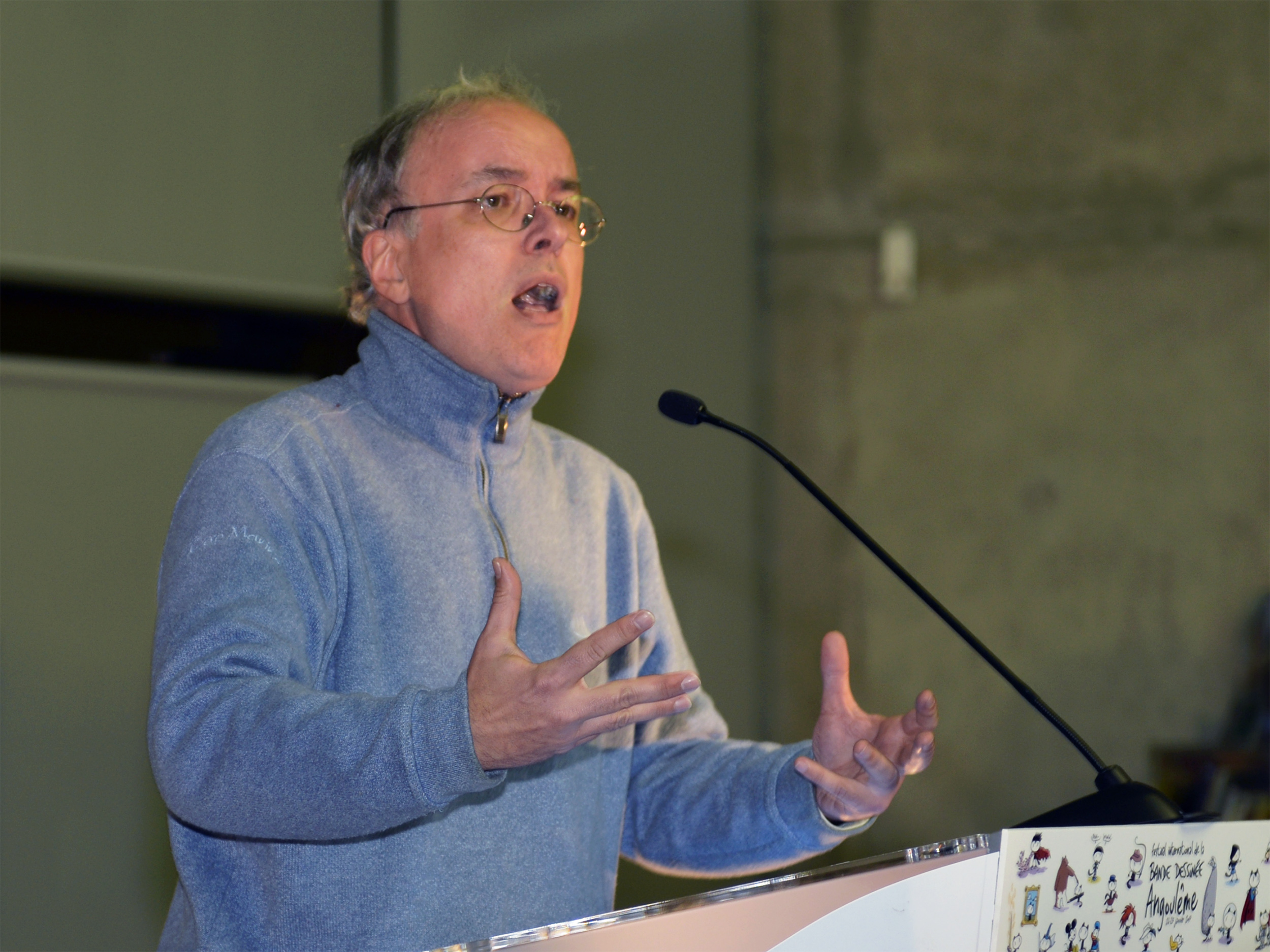
Emmanuel Guibert chantant un hommage à Goscinny.
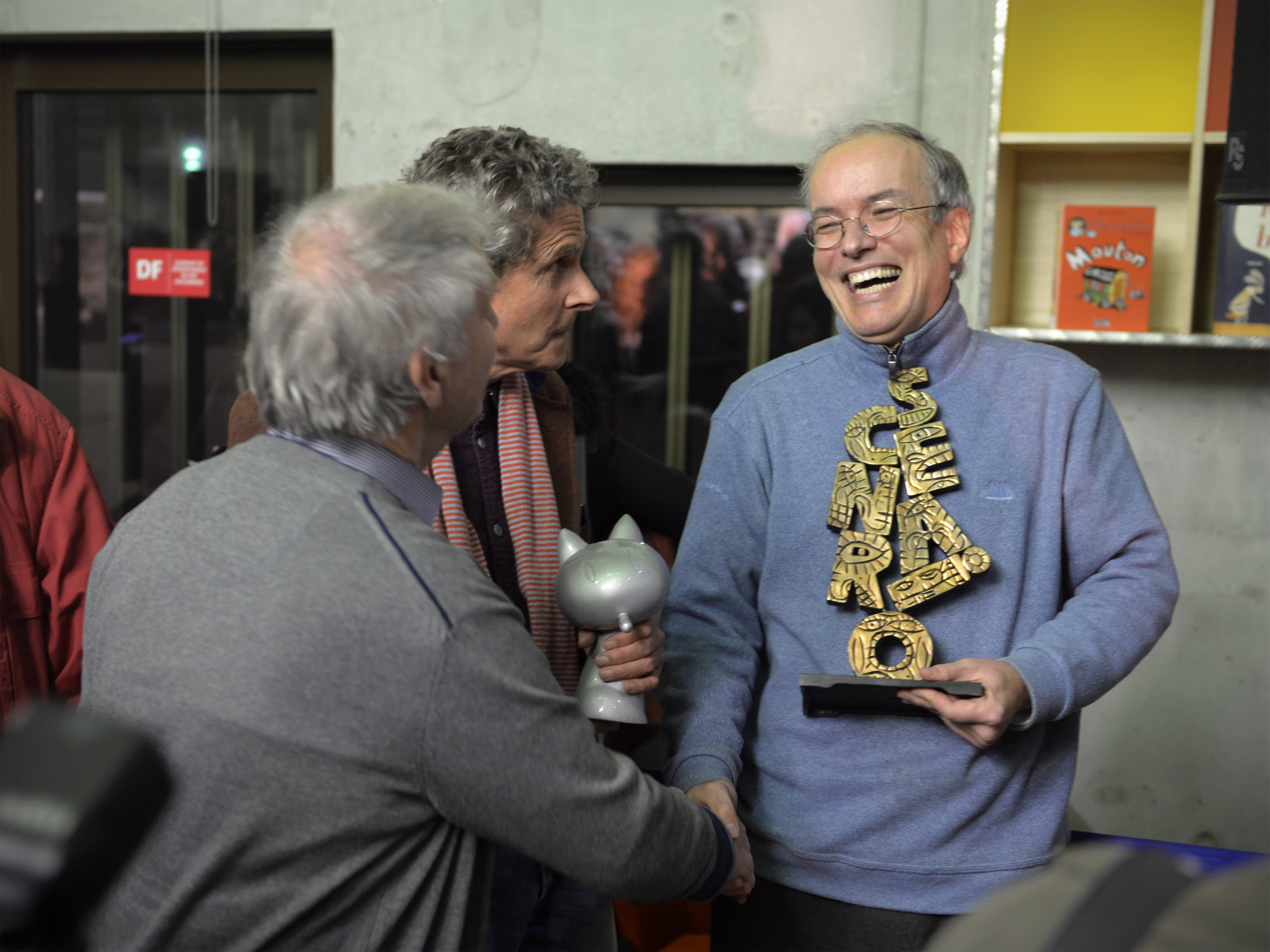
Hermann, Cosey, et Emmanuel Guibert

### Prix officiels

#### Grand jury
Le jury est présidé par l'auteure britannique Posy Simmonds ; les autres membres sont les journalistes Marius Chapuis et Catherine Robin, l'écrivain Mathias Énard (prix Goncourt 2015), la comédienne Nora Hamzawi, le scénariste Jean-David Morvan et la libraire Vo Song Nguyen.

#### Palmarès officiel (Fauves d'Angoulême)
- Fauve d'or : Paysage après la bataille, Philippe de Pierpont et Éric Lambé
- Prix spécial du jury : Ce qu'il faut de terre à l'homme, Martin Veyron
- Prix de la série : Chiisakobé, Minetarō Mochizuki
- Prix révélation : Mauvaises filles, Ancco
- Prix du patrimoine :  Le Club des divorcés, tome 2, Kazuo Kamimura
- Prix du public Cultura : L'Homme qui tua Lucky Luke, Matthieu Bonhomme
- Prix Jeunesse : La Jeunesse de Mickey, Tébo
- Fauve Polar SNCF : L'été Diabolik, Thierry Smolderen et Alexandre Clérisse
- Prix de la bande dessinée alternative : Biscoto, Julie Staebler et Catherine Staebler

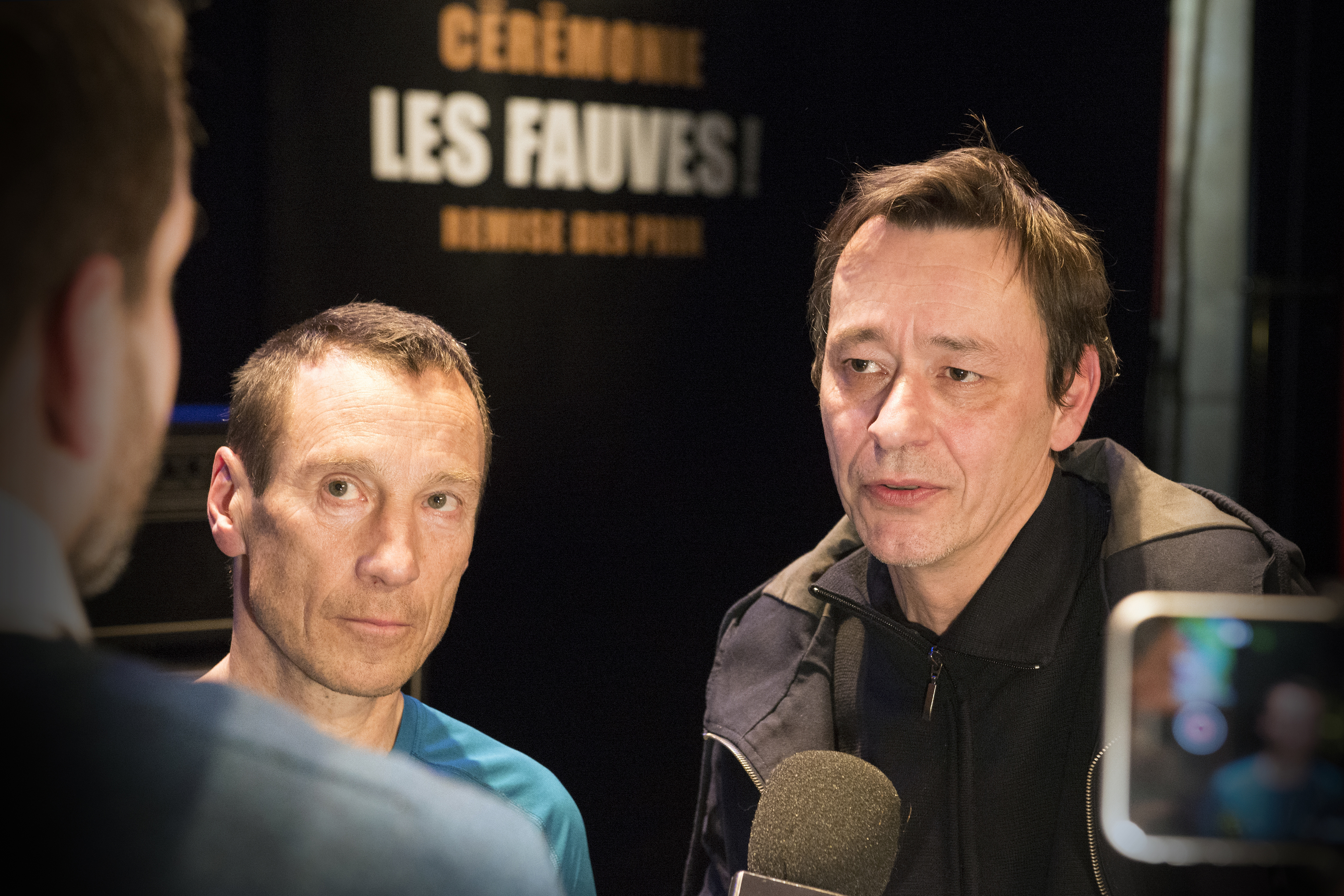
Philippe de Pierpont et Éric Lambé
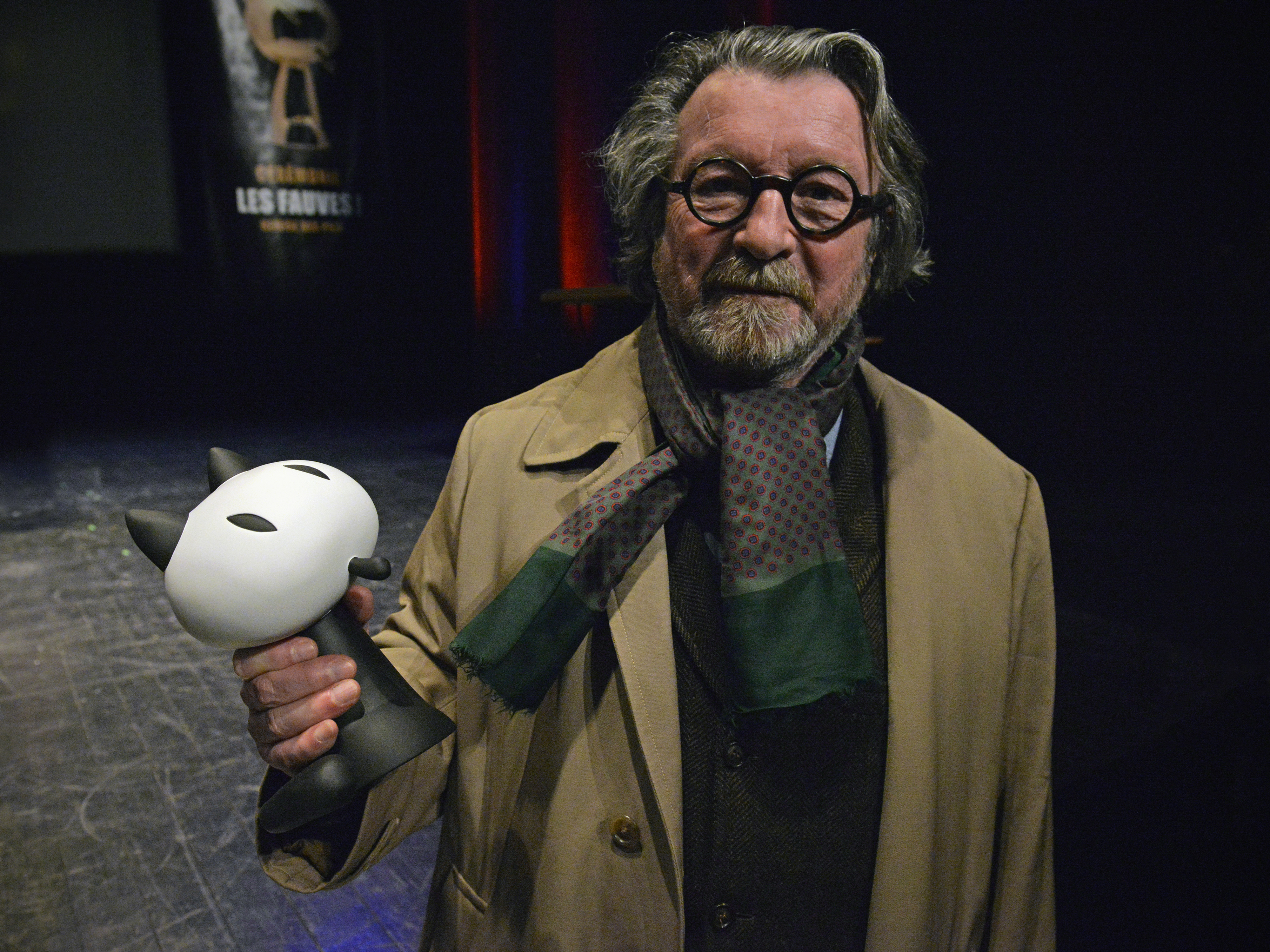
Martin Veyron
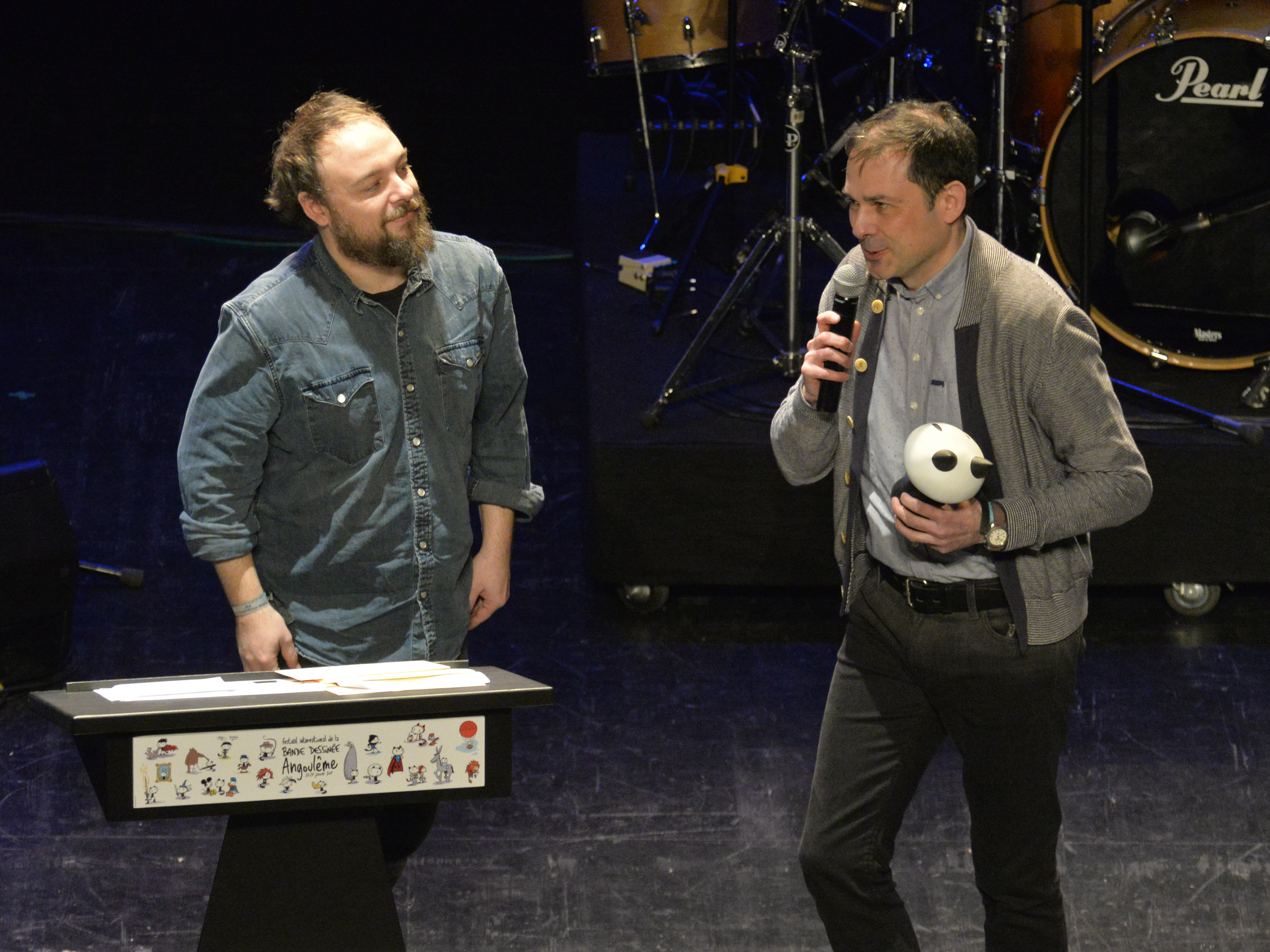
Stéphane Duval, éditeur de Chiisakobé
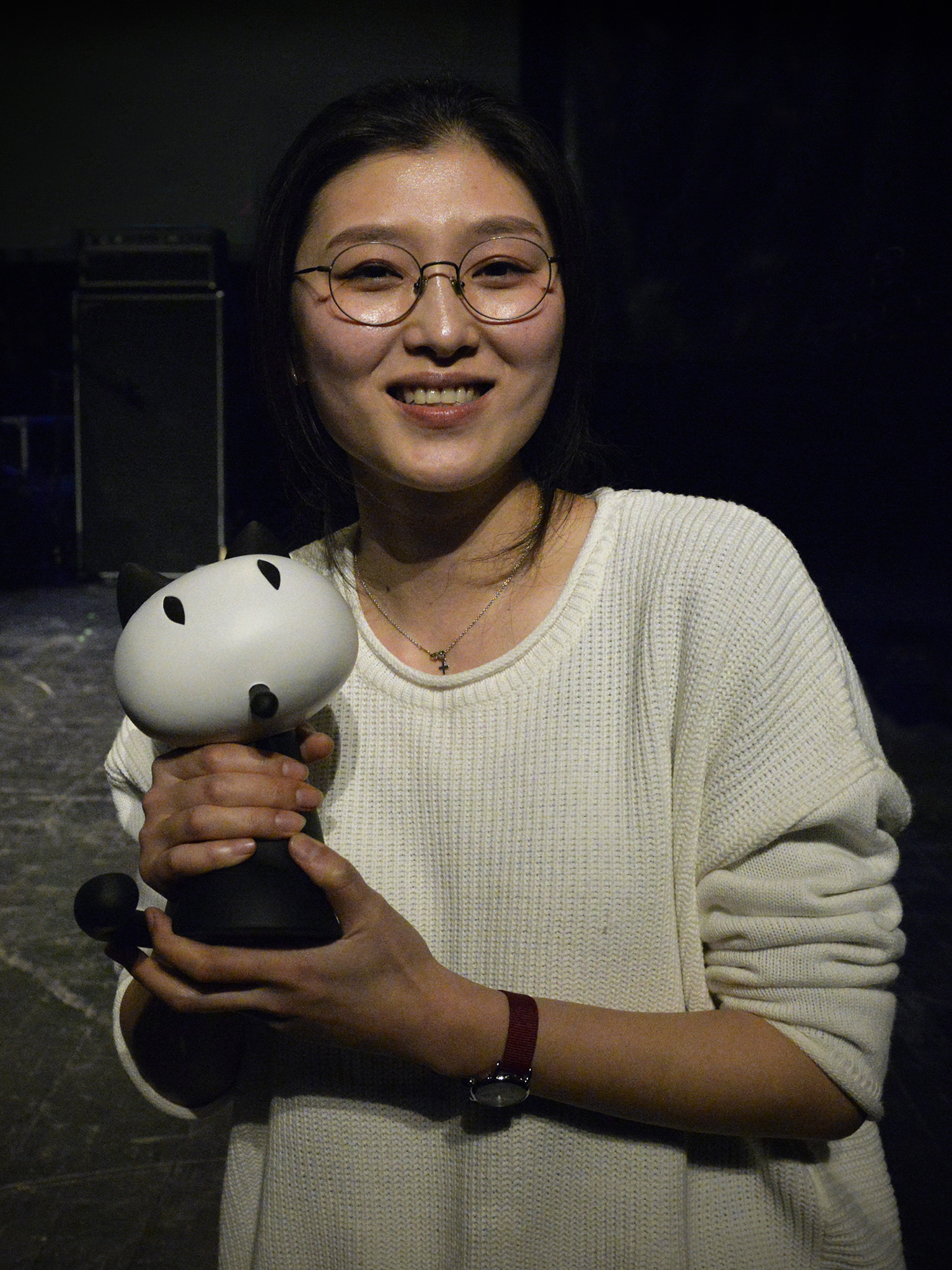
Ancco
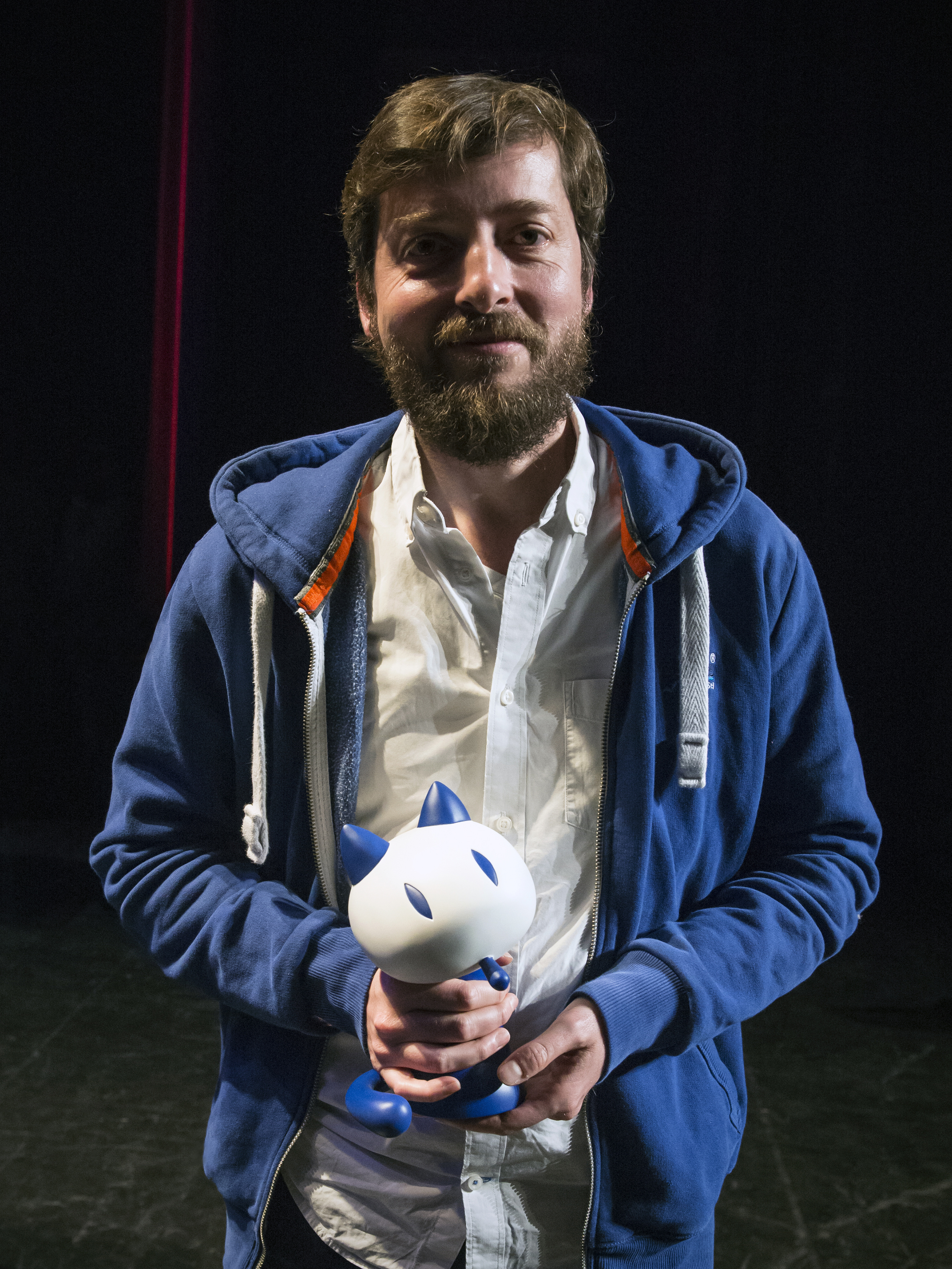
Matthieu Bonhomme
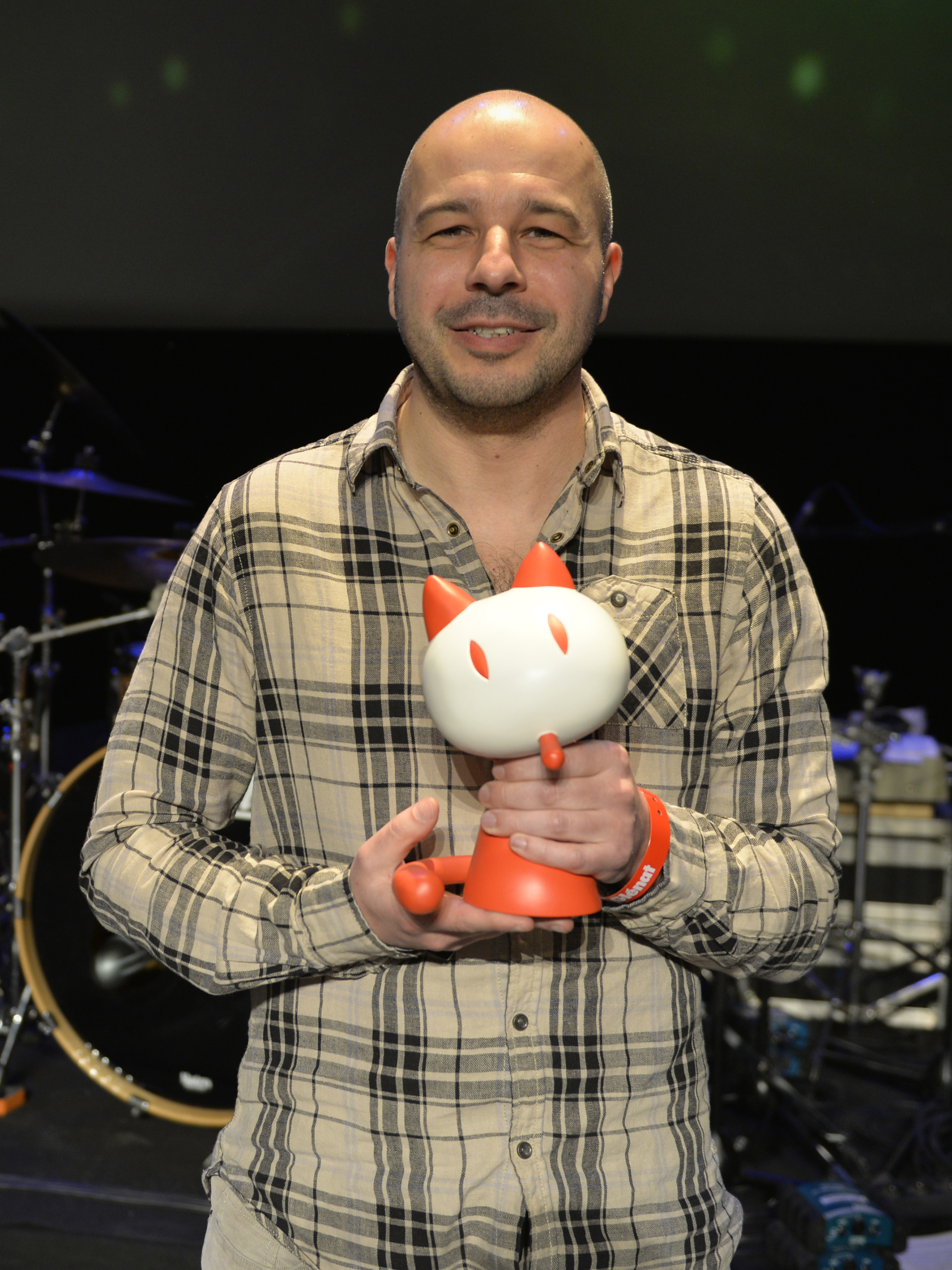
Tébo
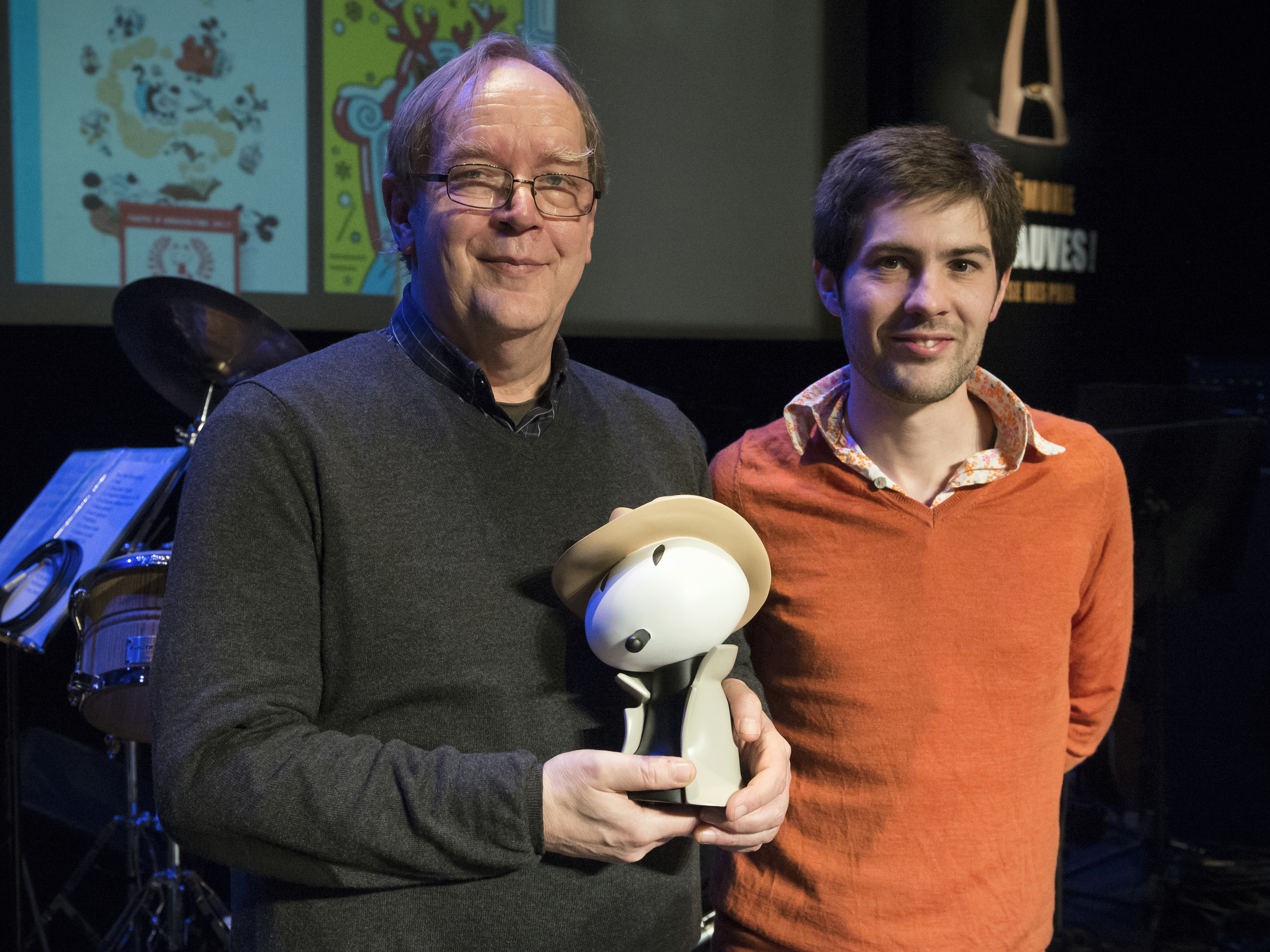
Thierry Smolderen et Alexandre Clérisse
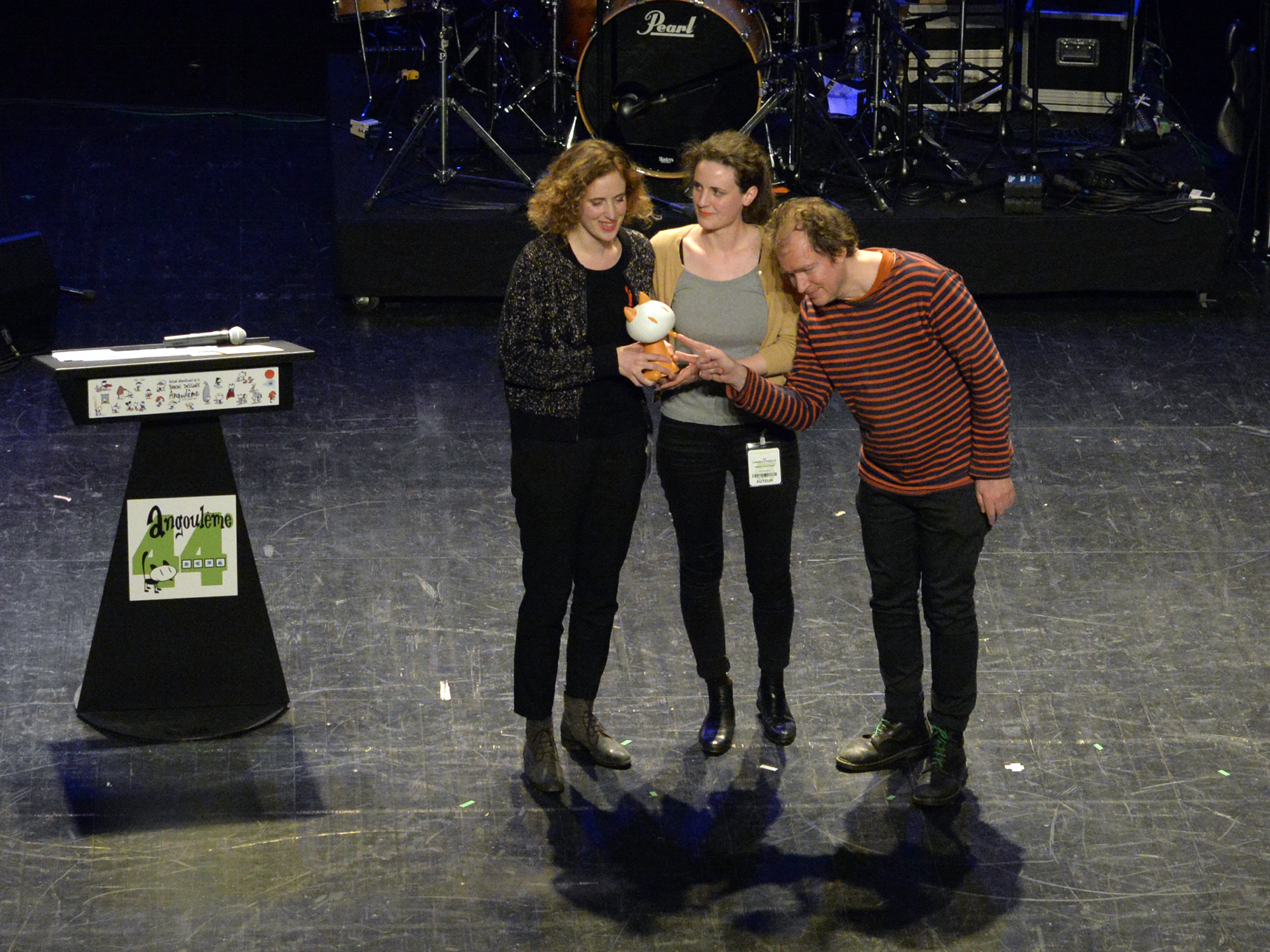
Julie Staebler et Catherine Staebler avec Jean-Christophe Menu.

#### Compétition officielle

##### Sélection officielle
La sélection officielle compte quarante-deux albums.
| - L'Arabe du futur 3, de Riad Sattouf, Allary éditions - Bitch Planet, tome 1 - Extraordinary machine, de Valentine De Landro et Kelly Sue DeConnick, Glénat - Ce qu'il faut de terre à l'homme, de Martin Veyron, Dargaud - Chiisakobé, tome 4, de Minetarō Mochizuki, Le Lézard noir - Chronosquad, tome 1 - Lune de miel à l'âge du bronze de Giorgio Albertini et Grégory Panaccione, Delcourt - Chroquettes, de Jean-Christophe Menu, Fluide glacial - Coquelicots d'Irak, Brigitte Findakly et Lewis Trondheim, L'Association - Cul de sac, de Richard Thompson, Urban Comics - Dargaud - Le Dernier Assaut, Dominique Grange et Jacques Tardi, Casterman - Dressing, Michael Deforge, Atrabile - L'essentiel des gouines à suivre - 1987-1998, Alison Bechdel, Même pas mal - La Famille Fun, Benjamin Frisch, Çà et là - The Grocery, tome 4, Aurélien Ducoudray et Guillaume Singelin, Ankama - Hip Hop family tree, tome 1, Ed Piskor, Papa Guédé - Histoires croûtes, Antoine Marchalot, Les Requins marteaux - L’Homme qui tua Lucky Luke, Matthieu Bonhomme, Lucky Comics - Jupiter's legacy, tome 1 : Lutte de pouvoirs, Mark Millar et Frank Quitely, Panini - Kobane Calling, Zerocalcare, Cambourakis - Last Hero Inuyashiki, tome 6, Hiroya Oku, Ki-oon - Lazarus, tome 4 - Poison, Michael Lark, Greg Rucka et Santiago Arcas, Glénat - La Légèreté, Catherine Meurisse, Dargaud | - Le Mari de mon frère, tome 1, Gengoroh Tagame, Akata - Martha & Alan, Emmanuel Guibert d'après les souvenirs d'Alan Ingram Cope, L'Association - Mauvaises filles, Ancco, Cornélius - Megg, Mogg & Owl à Amsterdam, Simon Hanselmann, Misma - Les Ogres-Dieux, tome 2 - Demi-sang, Bertrand Gatignol et Hubert, Soleil - Otto, l'homme réécrit, Marc-Antoine Mathieu, Delcourt - Patience, Daniel Clowes, Cornélius - Paysage après la bataille, Philippe de Pierpont et Éric Lambé, Actes Sud BD - Pelote dans la fumée, tome 2, Miroslav Sekulic-Struja, Actes Sud BD - Perceval, Anne-Caroline Pandolfo et Terkel Risbjerg, Le Lombard - Police lunaire, Tom Gauld, Éditions 2024 - Ratgod, Richard Corben, Delirium - Le Remarquable et Stupéfiant monsieur Léotard, Daniel Best et Eddie Campbell, Çà et là - Rocco et la toison, Vincent Vanoli, L'Association - Saga, t. 6, de Fiona Staples et Brian K. Vaughan, Urban Comics - Shangri-La, Mathieu Bablet, Ankama - Stupor Mundi, Néjib, Gallimard - Sunny, tome 6, Taiyou Matsumoto, Kana - Les trois fantômes de Tesla, Guilhem et Richard Marazano, Le Lombard - Tulipe, Sophie Guerrive, Éditions 2024 - Vivre à Frandisco, Marcel Schmitz et Thierry Van Hasselt, Frémok |

Pour le Fauve d'or, le jury a sélectionné une liste de dix finalistes :
| - Ce qu'il faut de terre à l'homme, de Martin Veyron, Dargaud - Chiisakobé, tome 4, de Minetarō Mochizuki, Le Lézard noir - Histoires croûtes, Antoine Marchalot, Les Requins marteaux - La Légèreté, Catherine Meurisse, Dargaud - Martha & Alan, Emmanuel Guibert d'après les souvenirs d'Alan Ingram Cope, L'Association | - Mauvaises filles, Ancco, Cornélius - Patience, Daniel Clowes, Cornélius - Paysage après la bataille, Philippe de Pierpont et Éric Lambé, Actes Sud BD - Shangri-La, Mathieu Bablet, Ankama - Stupor Mundi, Néjib, Gallimard |

##### Sélection Patrimoine

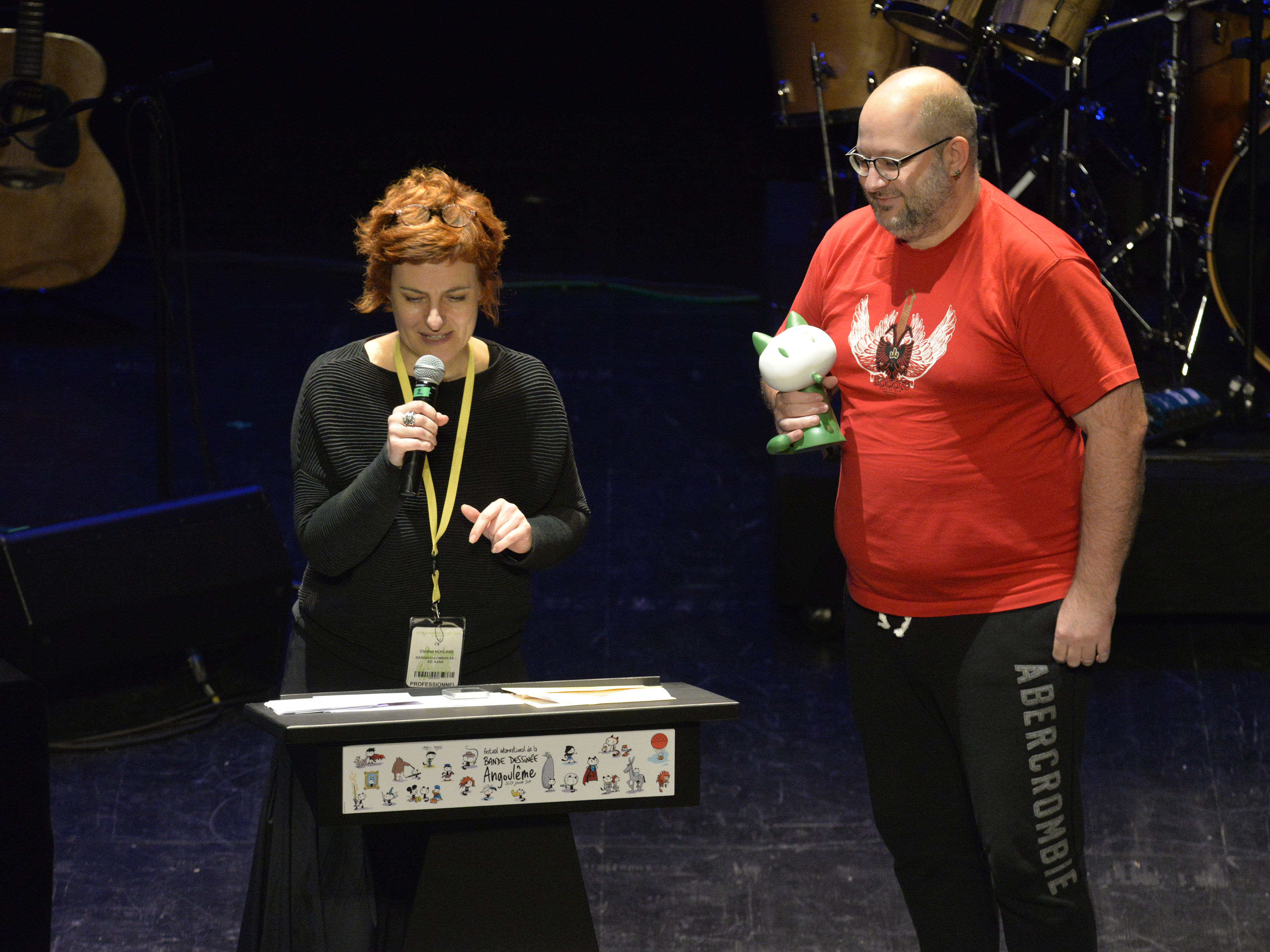
Christel Hoolans, l'éditrice de Kazuo Kamimura (1940-1986), reçoit le fauve du patrimoine des mains de Jean-David Morvan, membre du jury.

La sélection Patrimoine compte sept albums :
- Les Aventures de Red Rat 1,  Johannes Van de Weert, Le monde à l'envers & Black-star (s)éditions
- Le Club des divorcés, tome 2, Kazuo Kamimura, Kana
- Faune, Aristophane, Frémok
- Harry Mickson & Co., Florence Cestac, Dargaud
- Mort Cinder, Alberto Breccia et Héctor Oesterheld, Rackham
- Time is Money, Fred et Alexis, Dargaud
- Le Tribut, Benjamin Legrand et Jean-Marc Rochette, Cornélius

##### Sélection Jeunesse

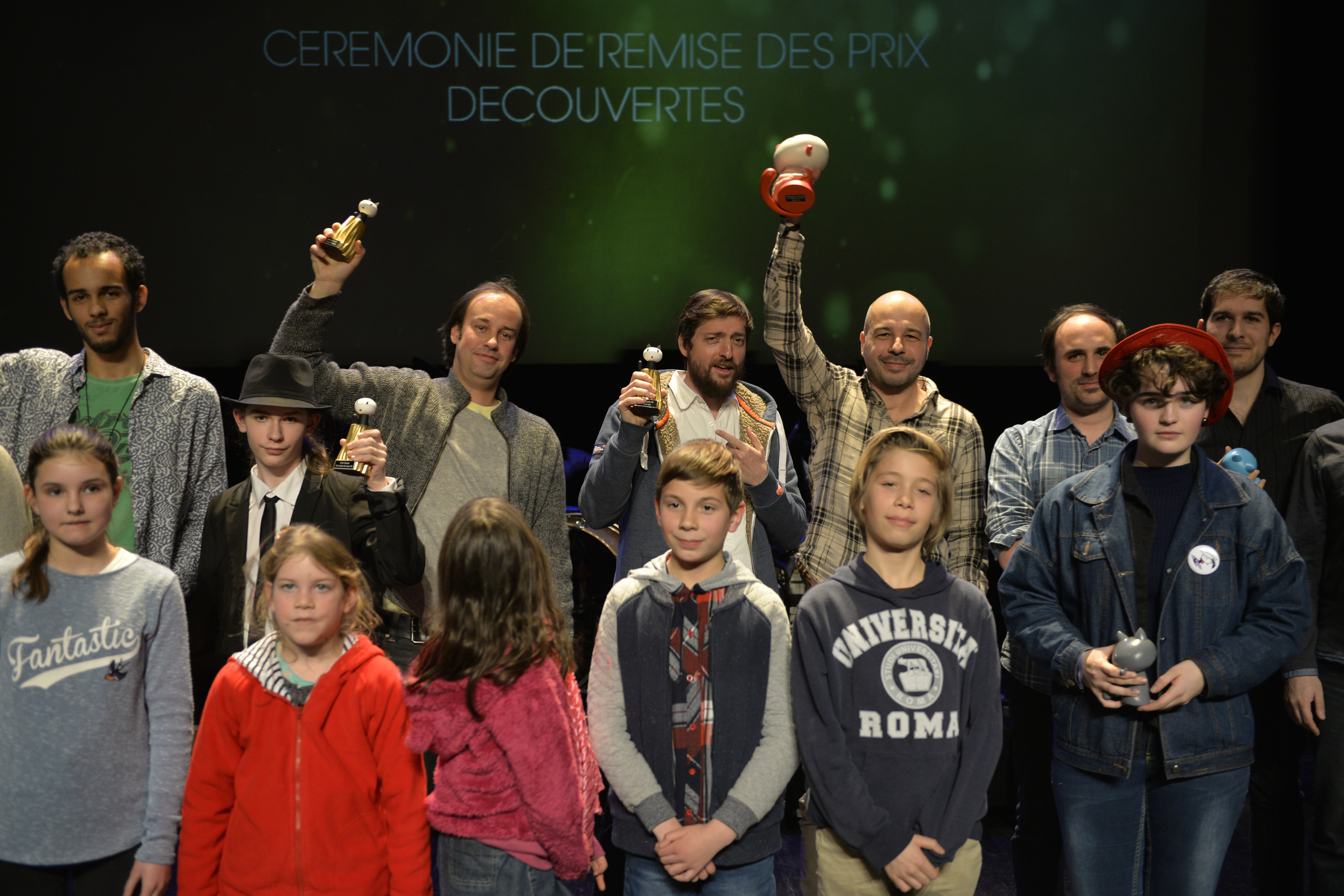
Les lauréats des prix Jeunesse.

La sélection Jeunesse compte douze albums. Le lauréat est choisi par un jury de jeunes lecteurs.
- Anders et la comète, Gregory Mackay, The Hoochie Coochie
- Ariol - La fête à la grenouille, Emmanuel Guibert et Marc Boutavant, BD Kids/Bayard
- Dans la forêt sombre et mystérieuse, Winshluss, Gallimard
- Hägar Dünor, tome 1, 1973-1974, Dik Browne, Urban Comics - Dargaud
- Ichiko et Niko tome 1, Lunlun Yamamoto, Kana
- La Jeunesse de Mickey, Tébo, Glénat
- Kanerva sur le pont, Petteri Tikkanen, Les Requins Marteaux
- Louis parmi les spectres, Isabelle Arsenault et Fanny Britt, La Pastèque
- Musnet, tome 1, La Souris de Monet, Kickliy, Dargaud
- My Hero Academia, tome 1, Kohei Horikoshi, Ki-oon
- Quatre sœurs, tome 3, Bettina, Cati Baur d'après Malika Ferdjoukh, Rue de Sèvres
- Roller girl, Victoria Jamieson, 404 éditions

Dans la catégorie jeunesse, d'autres albums ont également été récompensés. Le prix des écoles a été remis à Nob pour La Cantoche. Le prix des collégiens couronne le premier tome de la série Ninn de Jean-Michel Darlot et Johan Pilet. Enfin, les lycéens ont choisi L'Homme qui tua Lucky Luke de Matthieu Bonhomme.

##### Sélection Polar SNCF
- Apache, Alex W. Inker, Sarbacane
- L'Eté Diabolik, Thierry Smolderen et Alexandre Clérisse, Dargaud
- Maggy Garrison tome 3 - Je ne voulais pas que ça finisse comme ça, Lewis Trondheim et Stéphane Oiry, Dupuis
- Prof. Fall, Tristan Perreton et Ivan Brun, Tanibis
- Rio tome 2 - Les Yeux de la favela, Corentin Rouge et Louise Garcia, Glénat

##### Sélection Prix du public Cultura
Cette sélection reprend douze titres de la sélection officielle soumis au choix du public.
| - L'Arabe du futur 3, de Riad Sattouf, Allary éditions - Chiisakobé, tome 4, de Minetarō Mochizuki, Le Lézard noir - Chronosquad, tome 1 - Lune de miel à l'âge du bronze de Giorgio Albertini et Grégory Panaccione, Delcourt - L’Homme qui tua Lucky Luke, Matthieu Bonhomme, Lucky Comics - Jupiter's legacy, tome 1 : Lutte de pouvoirs, Mark Millar et Frank Quitely, Panini - Last Hero Inuyashiki, tome 6, Hiroya Oku, Ki-oon | - Les Ogres-Dieux, tome 2 - Demi-sang, Bertrand Gatignol et Hubert, Soleil - Patience, Daniel Clowes, Cornélius - Saga, t. 6, de Fiona Staples et Brian K. Vaughan, Urban Comics - Shangri-La, Mathieu Bablet, Ankama - Stupor Mundi, Néjib, Gallimard - Les trois fantômes de Tesla, Guilhem et Richard Marazano, Le Lombard |

## Autres prix
- Dans le cadre du Off of Off, deux prix sont décernés. Le prix « Couilles au cul », récompensant le courage des dessinateurs de presse, est attribué à la dessinatrice turque Ramize Erer. Quant au Prix Schlingo, il a été remis par Florence Cestac à Gab pour Jésus, un album parodique issu d'un financement participatif et paru aux éditions Zélium[6].
- Le Prix Tournesol, qui récompense un album considéré comme le plus sensible aux problématiques écologiques ou le plus porteur de valeurs comme la justice sociale, la défense des minorités et la citoyenneté, est remis à Martin Veyron pour Ce qu'il faut de terre à l'homme.
- Le prix de la BD chrétienne a été attribué à deux albums ex æquos : Vincent - Un saint au temps des mousquetaires de Jean Dufaux et Martin Jamar, Dargaud et Les larmes d’Esther de Robin, aux éditions Bayard[7].

## Déroulement du festival
Absentes d'Angoulême depuis cinq ans, les éditions Dupuis annoncent en octobre 2016 leur retour, « un retour festif tourné vers la rencontre avec le public », au festival pour cette 44e édition.

### Disposition
Pour la partie commerciale du festival, les éditeurs sont regroupés dans trois grands halls éphémères séparés d'environ 500 mètres : Le Monde des bulles 1 et 2 sur la place du Champ de Mars essentiellement pour les grandes maisons d'édition et Le Nouveau Monde sur la place New York pour les structures indépendantes et alternatives. Le Monde des bulles 2 accueille également un espace Asie (manga, manhwa et manhua). Un espace Para-BD pour les éditions de luxe et d'occasion ou les objets dérivés est installé sur la place des Halles.
L'espace Polar SNCF était installé place Saint-Martial. 

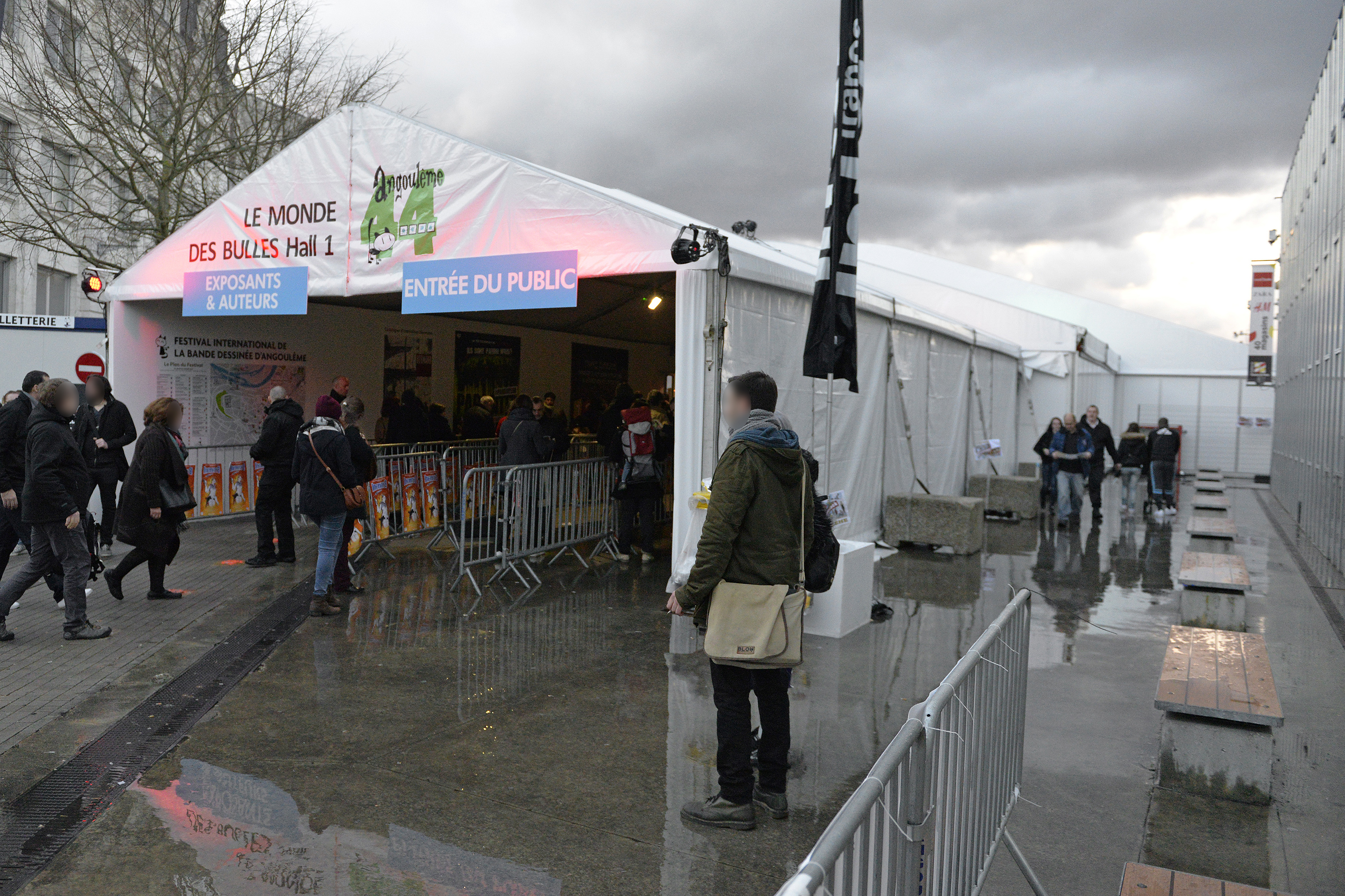
Monde des bulles 1.
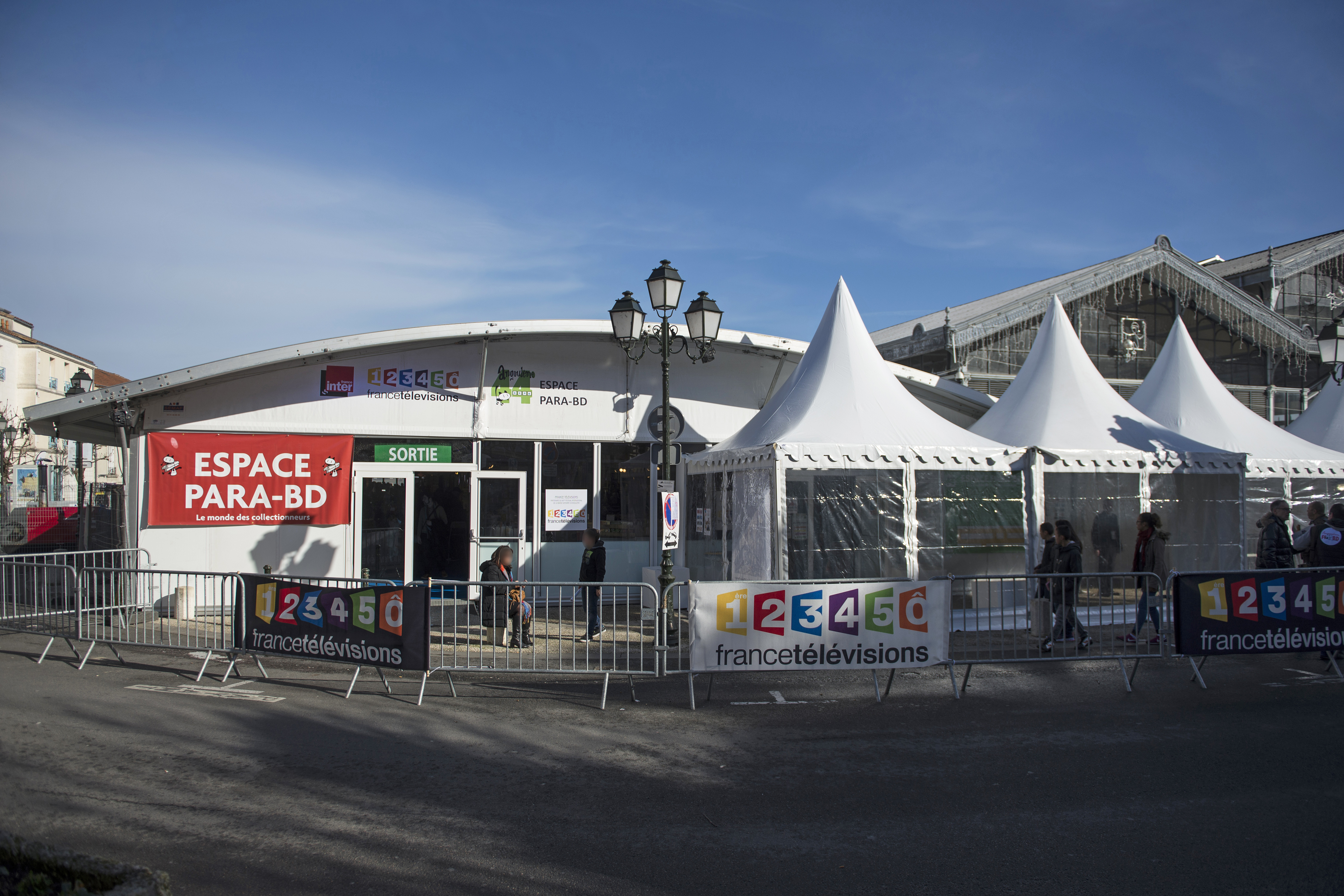
Espace Para-BD.
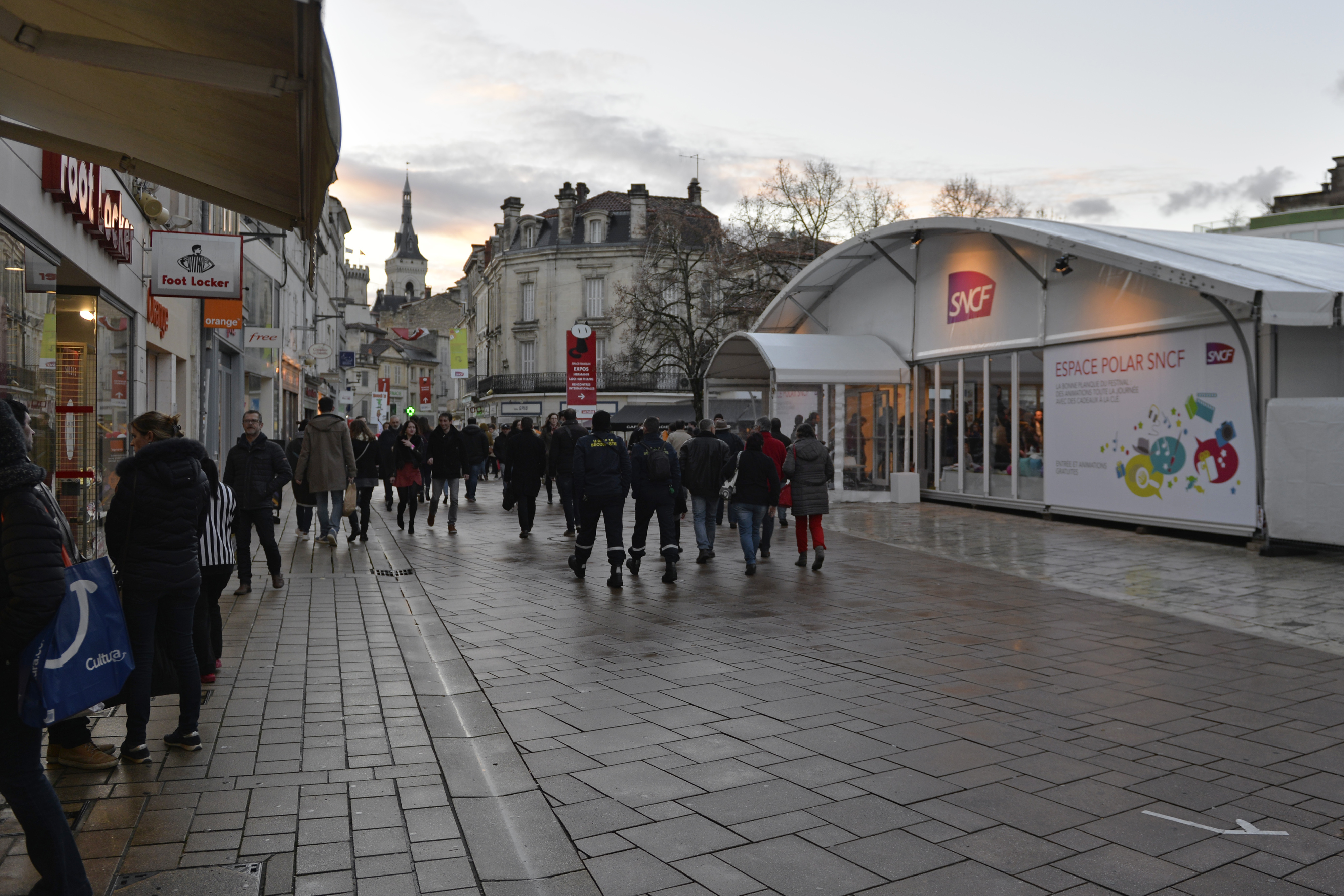
Place Saint-Martial.
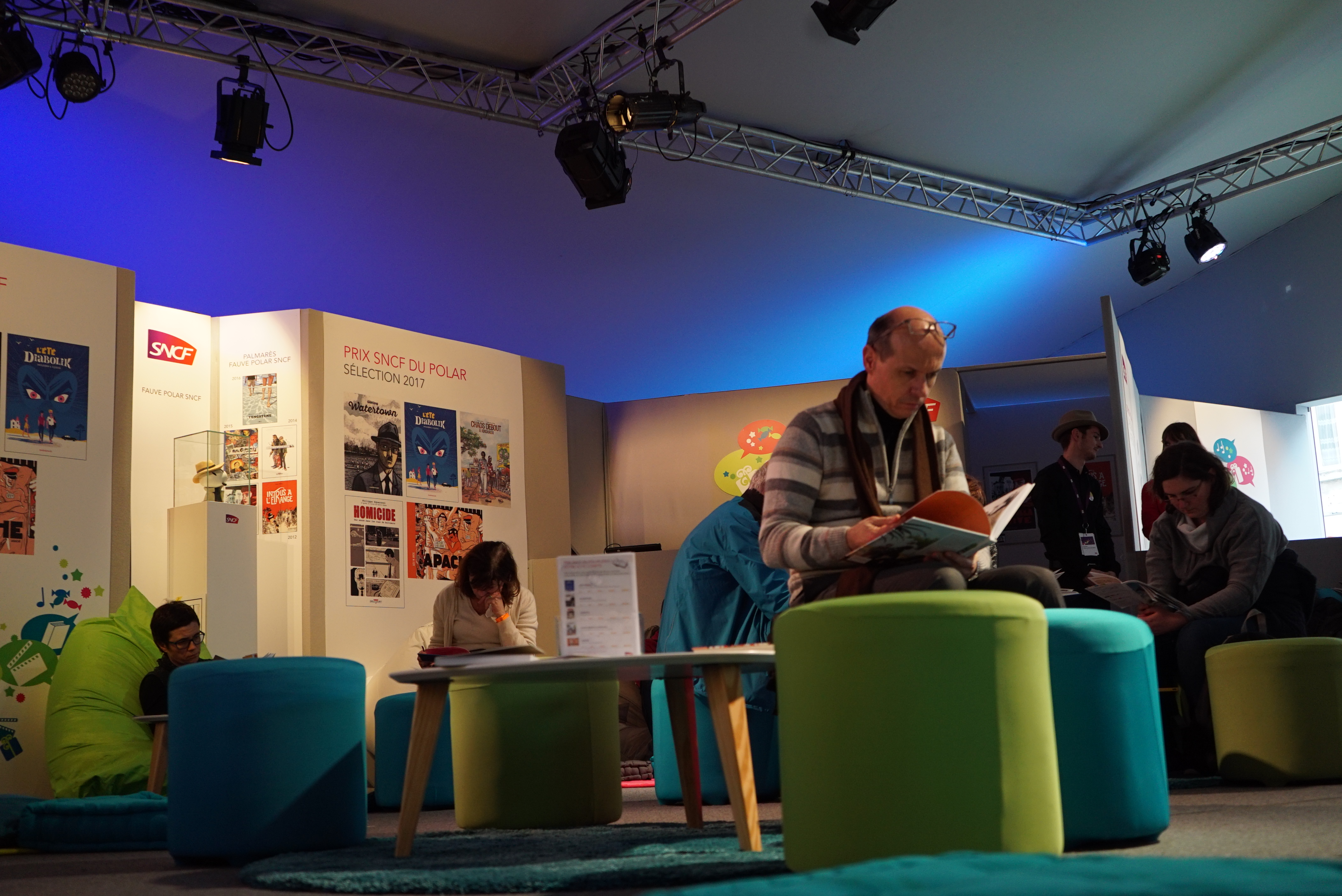
Espace polar SNCF.

### Événements
- Un obélisque à la gloire de René Goscinny a été inauguré le mercredi 25 janvier devant la gare de la ville par sa fille, Anne Goscinny et le maire d'Angoulême Xavier Bonnefont. D'un poids de 7 tonnes et d'une hauteur de 4,5 mètres, il provient de l'institut René Goscinny[9]. Des phylactères issus des albums du scénariste sont gravés sur les quatre faces du monument.

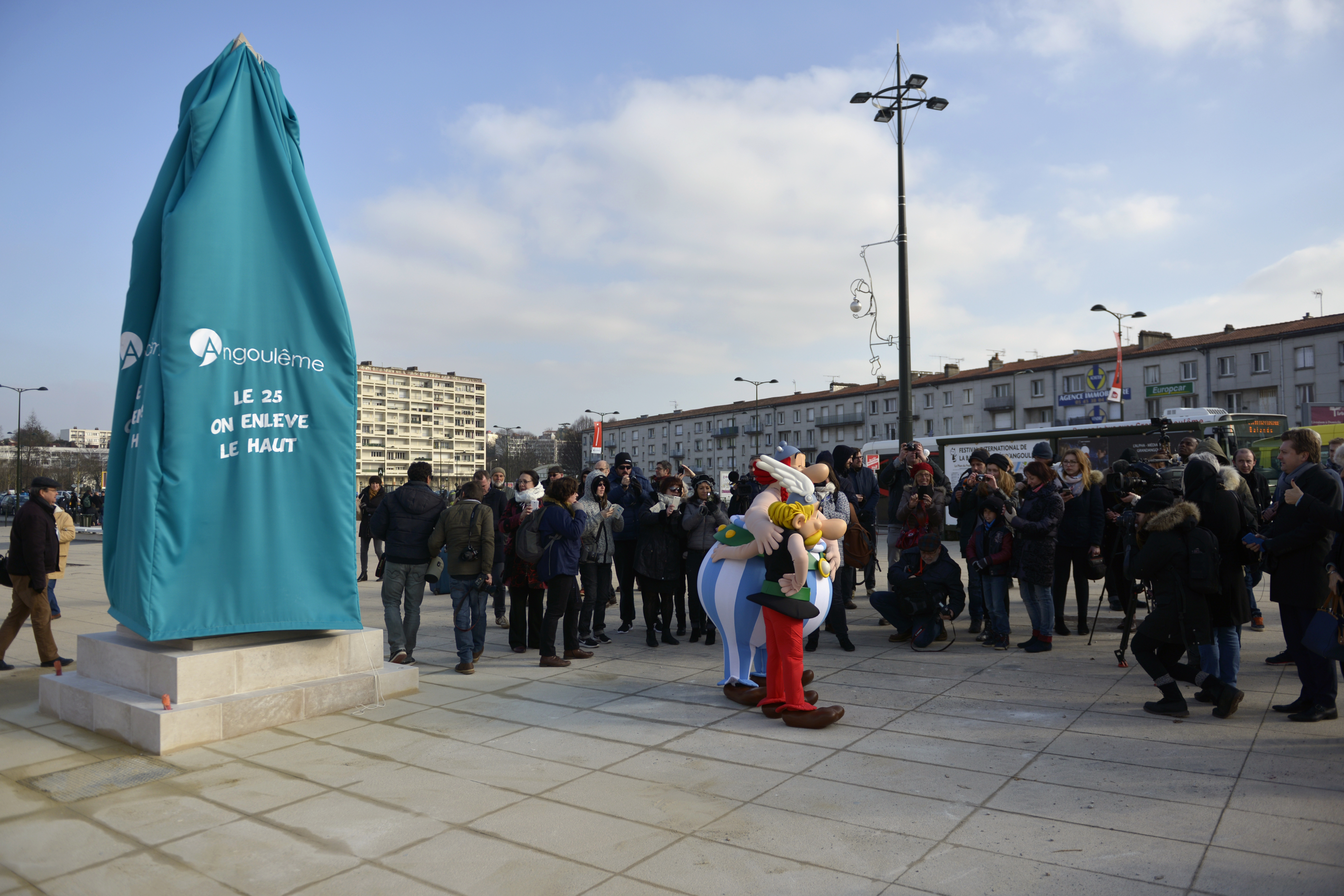
Inauguration de l'obélisque René Goscinny devant la gare d'Angoulême.
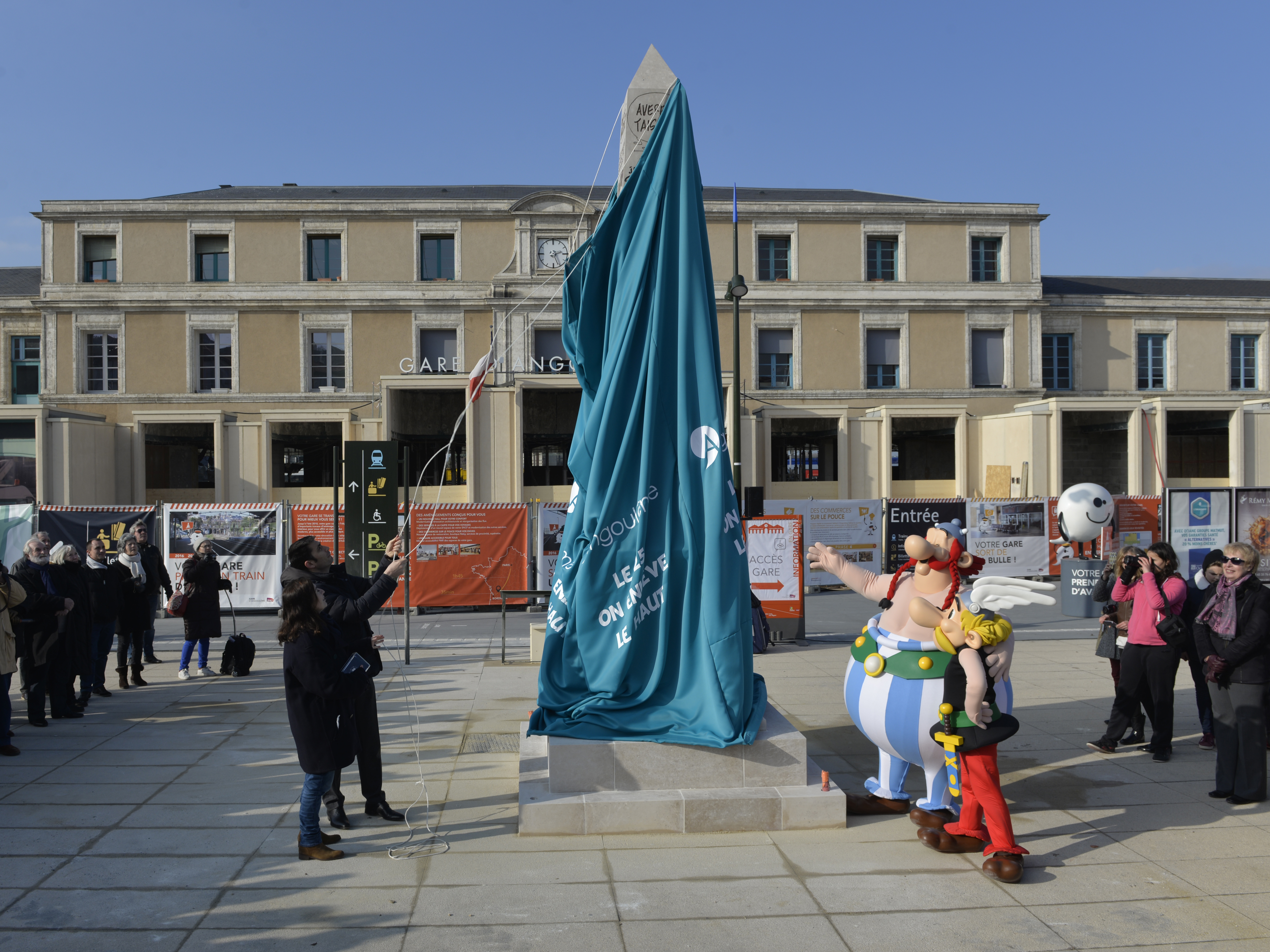
Dévoilement de l'obélisque.

- Partenaire du festival, France Inter a produit trois émissions à Angoulême le vendredi 27 janvier à l’Espace Franquin.  François-Régis Gaudry a enregistré On va déguster, l’émission culinaire diffusée le dimanche matin suivant, avec le chef Fabien Beaufour, le producteur de fromages de chèvre Alain Jousseaume, le pisciculteur Yann Bellet et le dessinateur Mathieu Burniat[10]. Pour La Librairie francophone, Emmanuel Khérad avait invité Martin Veyron, Pierre Christin, Jean-Claude Mézières, Régis Loisel, et les deux membres du jury Posy Simmonds et Mathias Énard[11].

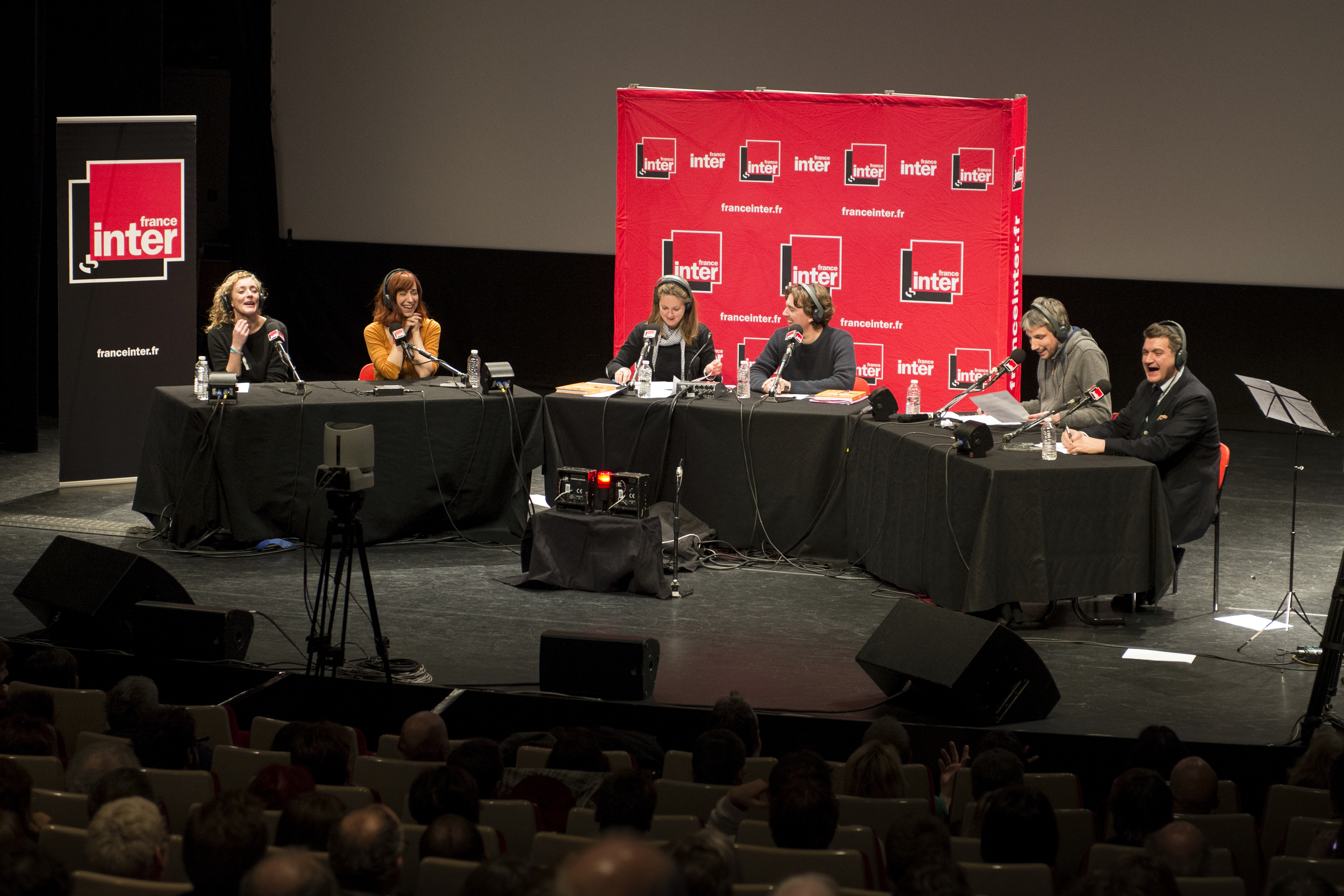
Plateau de l'émission Si tu écoutes, j'annule tout.

Enfin, Charline Vanhoenacker et Alex Vizorek ont reçu Pénélope Bagieu pour leur émission d'actualité Si tu écoutes, j'annule tout.

### Expositions
Espace Franquin
- Hermann : le naturaliste de la bande dessinée, une exposition monographique consacrée au Grand Prix 2016.
- Loo Hui Phang synoptique.

Musée de la bande dessinée d’Angoulême
- Will Eisner, génie de la bande dessinée américaine ;
- Le Château des étoiles à la conquête de l'éther, la série d'Alex Alice ;
- Les Grands Moments de la prochaine révolution française, Grégory Jarry et Thomas Dupuis (Otto T.) ;

Vaisseau Mœbius
- Philippe Dupuy, une histoire de l'art ;
- Les nouveaux visages de Mickey Mouse.

Autres lieux
- Kazuo Kamimura : l'estampiste du manga, Musée d'Angoulême ;
- Valérian de la case à l'écran, médiathèque L'Alpha ;
- Knock Outsider Komiks (starring Dominique Théâte), Hôtel Saint-Simon ;
- Le monde de Gaston Lagaffe, sur le parvis de l'Hôtel de ville ;
- Panini : La French Touch de Marvel, Théâtre d'Angoulême ;
- Sophie Guerrive : Honneur et profit, galerie Art Image.

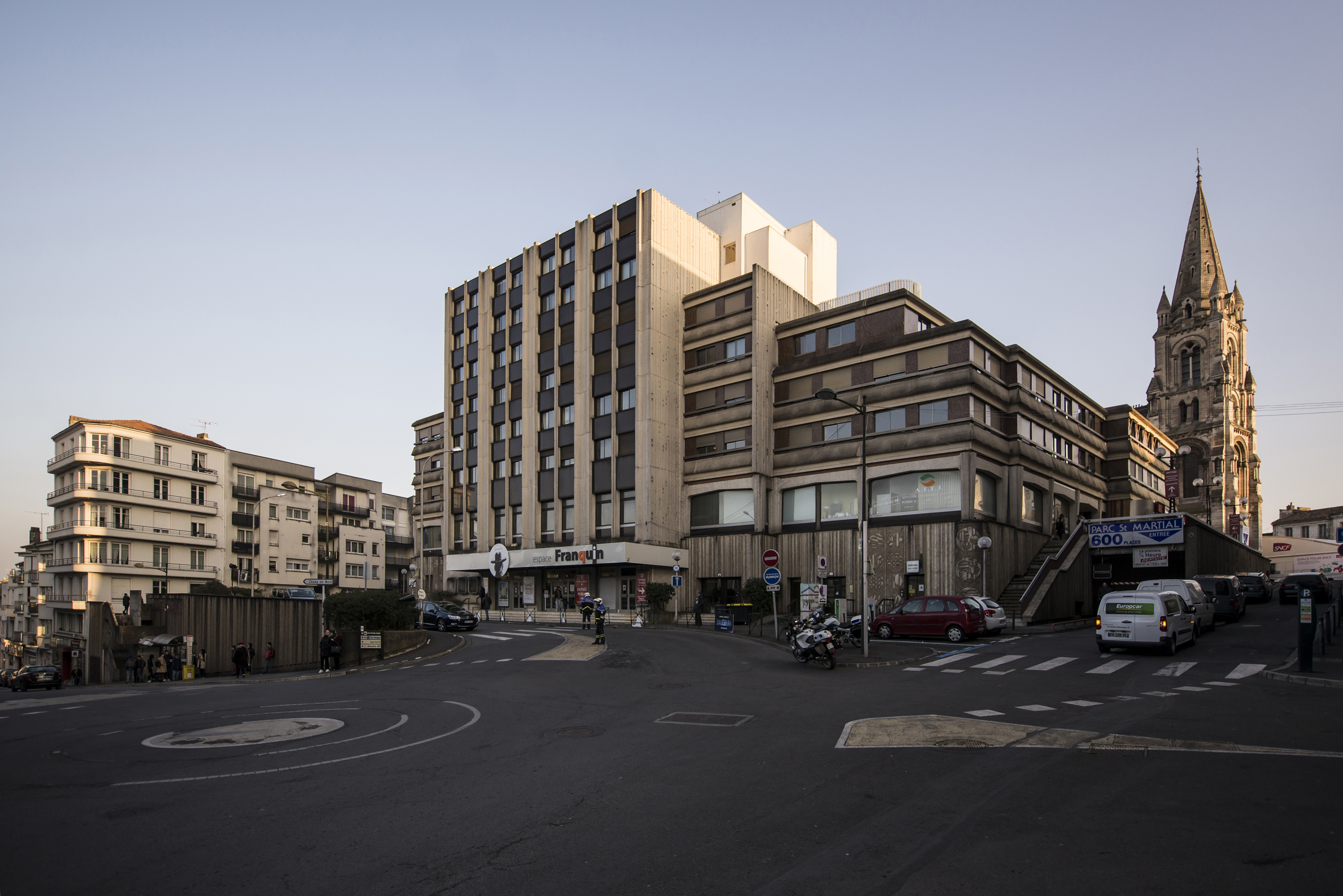
Espace Franquin et église Saint-Martial.
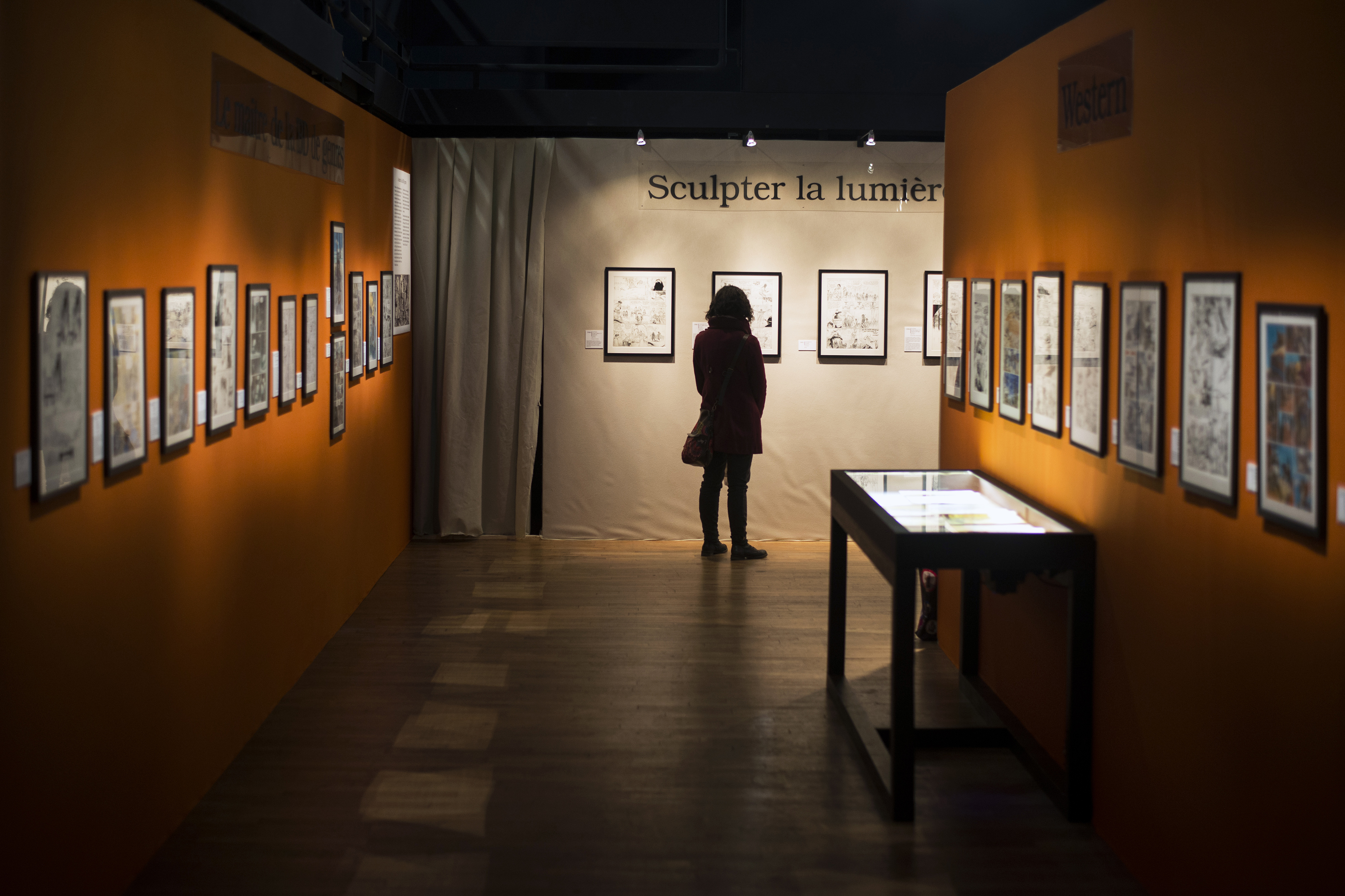
Vue de l'exposition Hermann.
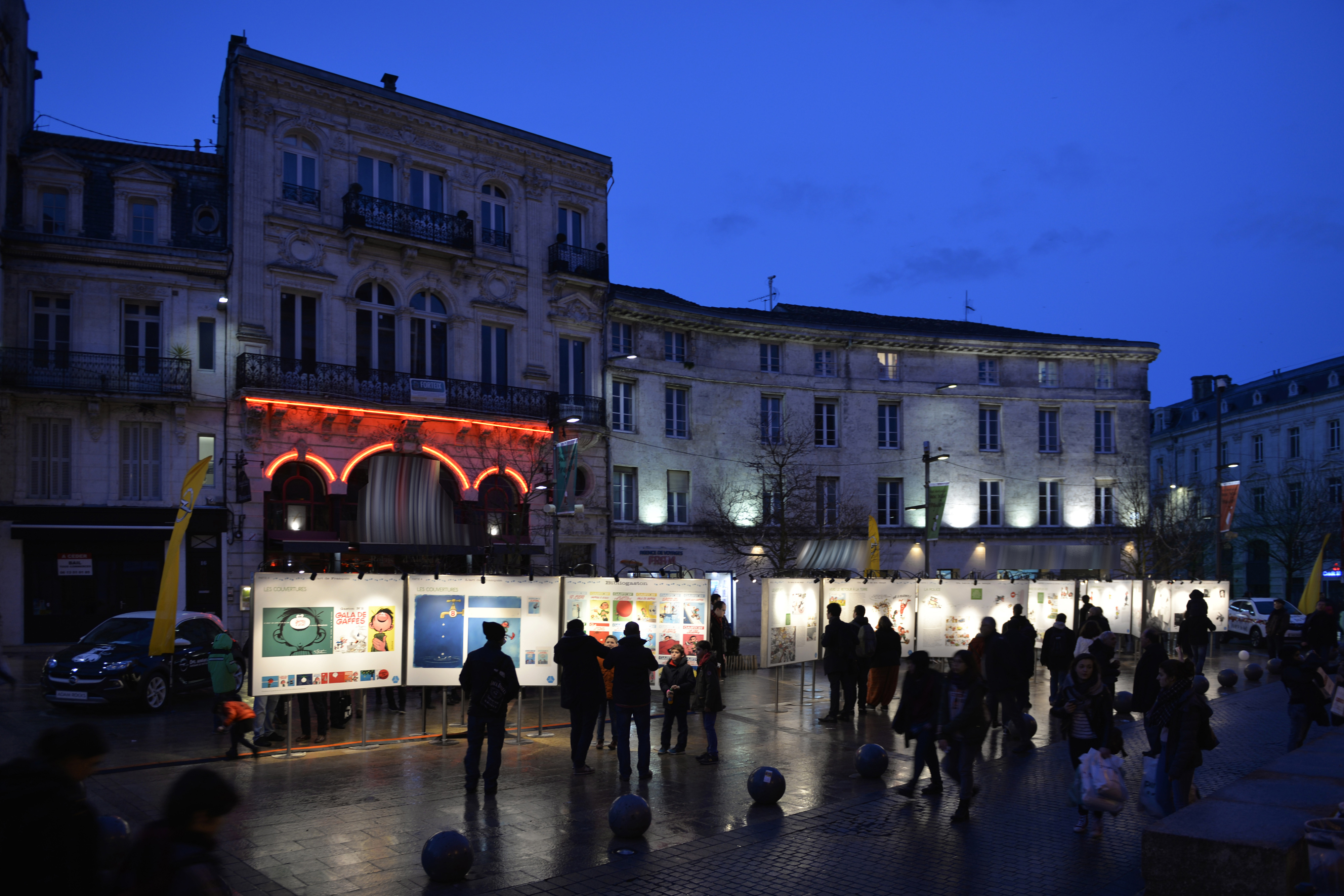
Exposition Gaston Lagaffe sur la place de l'Hôtel de ville.
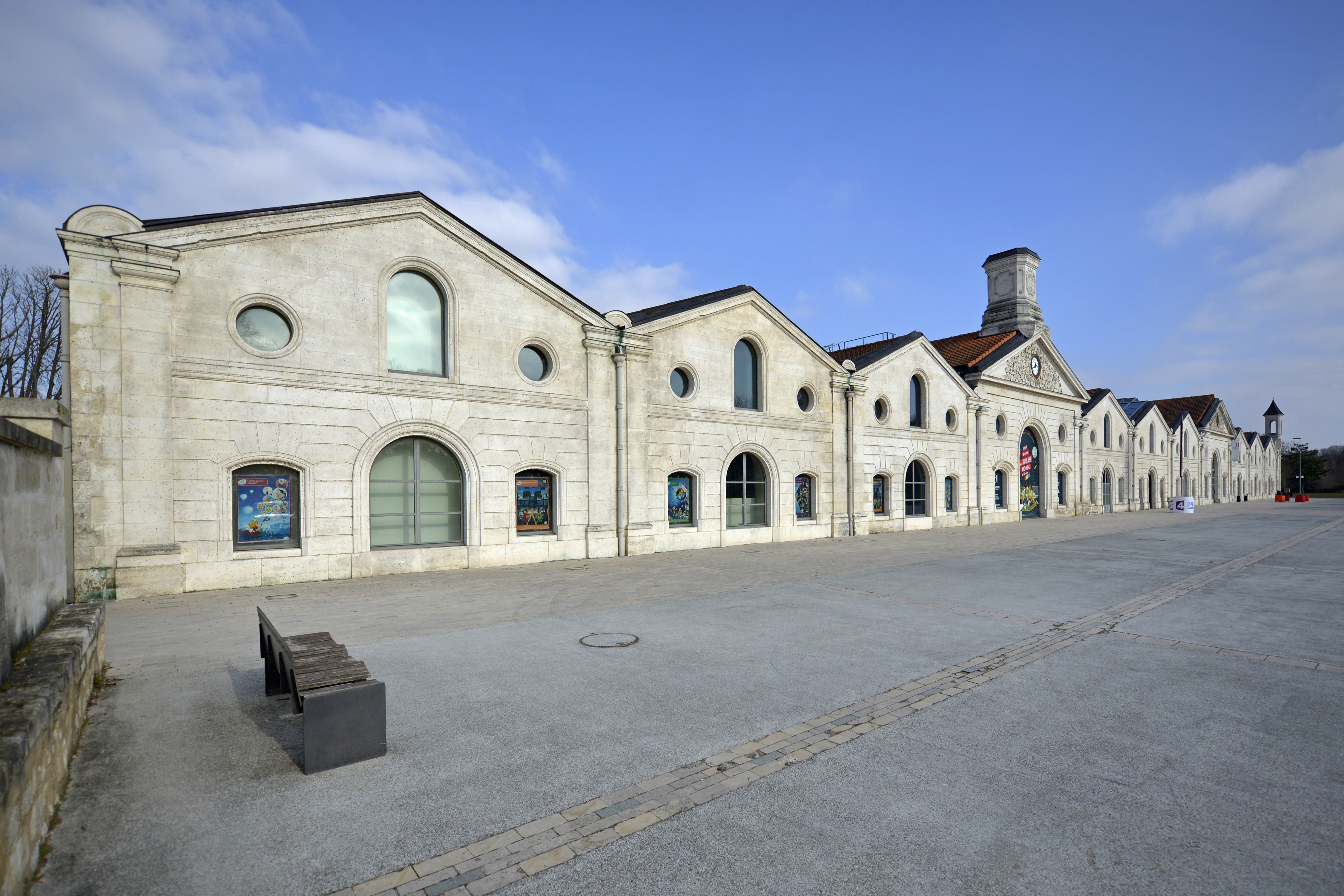
Musée de la BD.
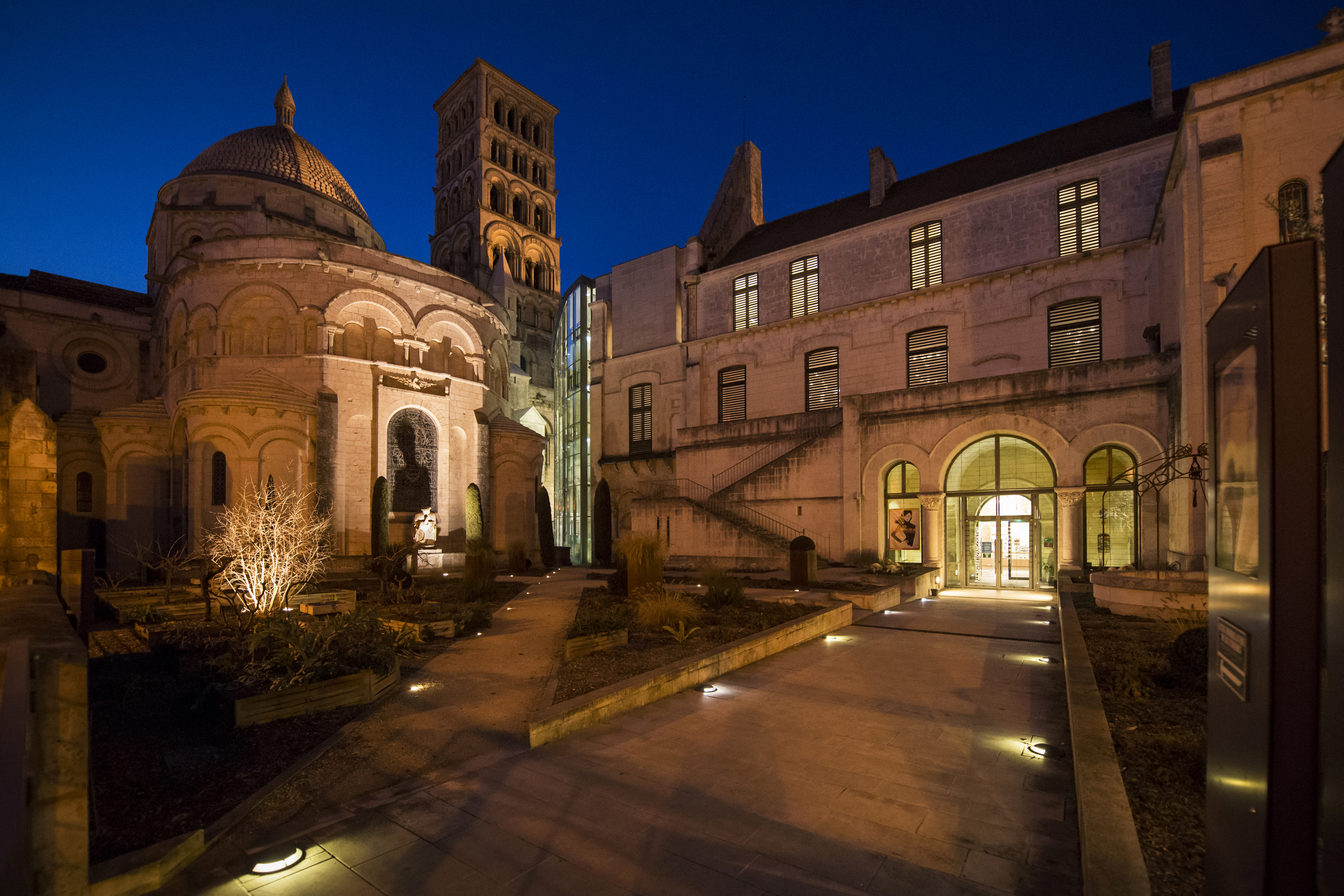
Musée d'Angoulême.
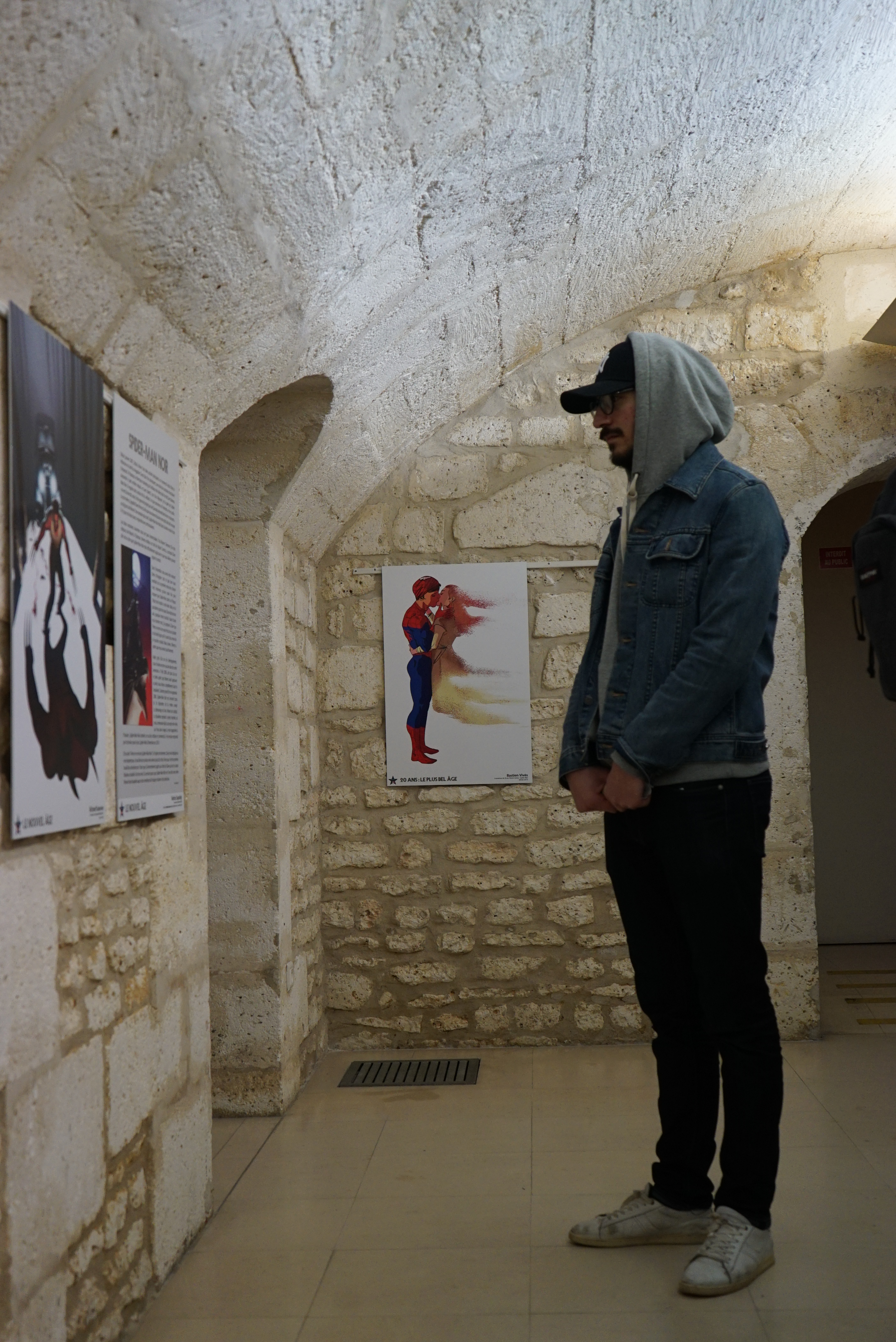
Exposition La French Touch de Marvel au théâtre.
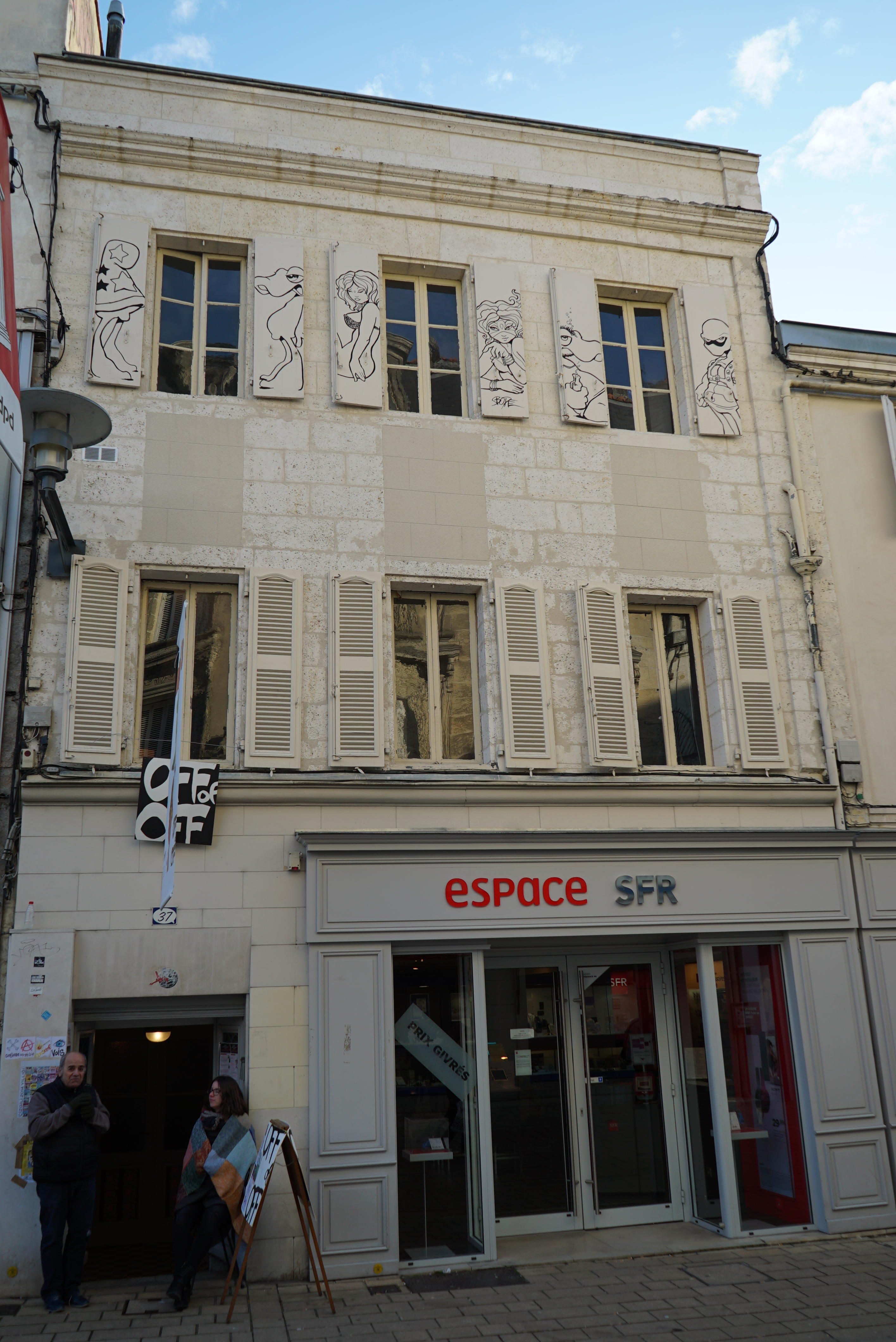
Espace Off of Off et BD sur volets.

### Spectacles et projections

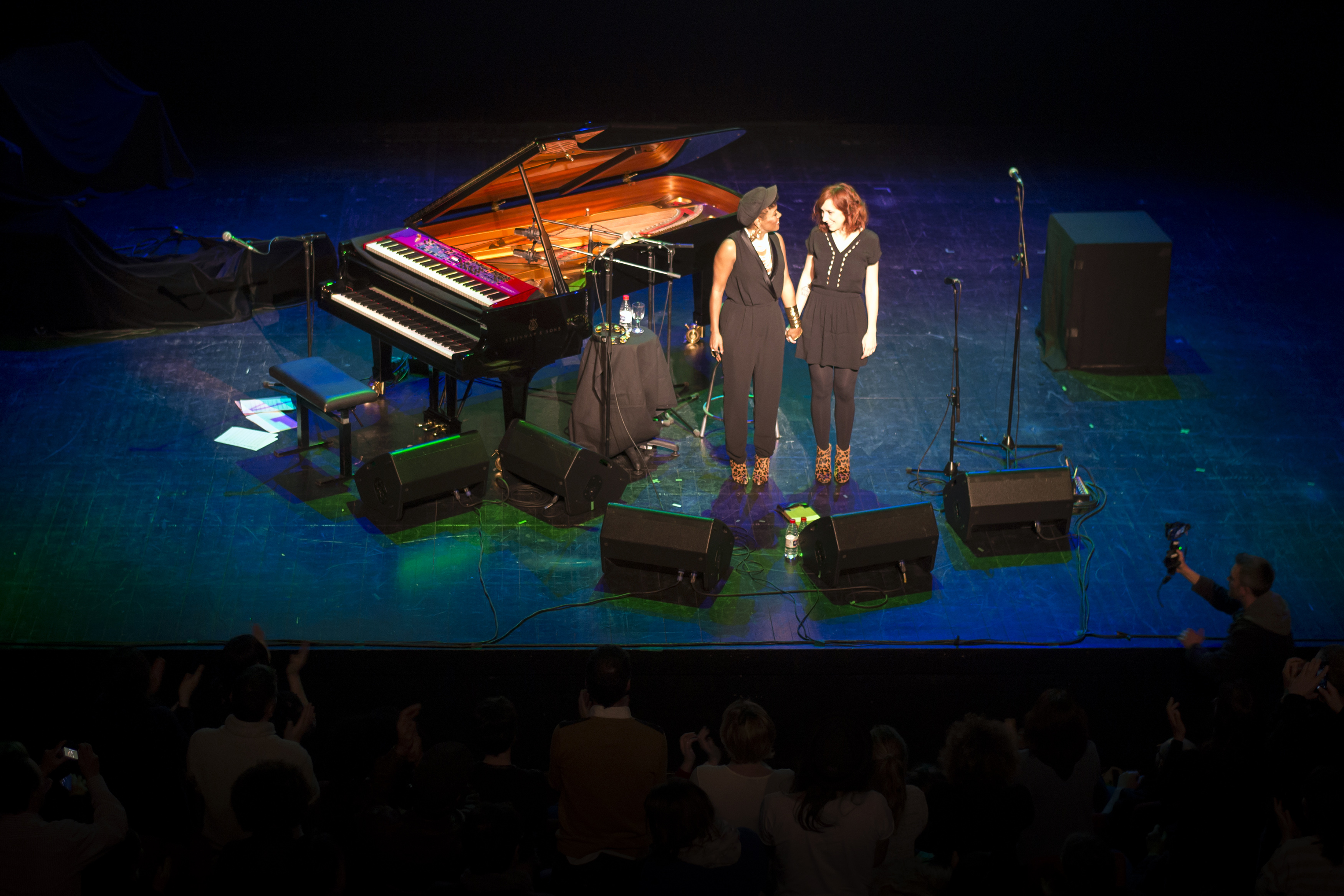
China Moses et Pénélope Bagieu.

- Concert dessiné au Théâtre d'Angoulême : China Moses a repris, accompagnée d'un pianiste et d'un saxophoniste, des standards de chanteuses blues et jazz pendant que Pénélope Bagieu les dessinait le temps de chaque chanson.
- Concerts de dessins, sur un scénario d'Alfred et une musique d'Areski Belkacem : quatre représentations au Théâtre d’Angoulême sur le thème du western en hommage à Hermann.

- Avant-première du film Seuls réalisé par David Moreau d'après la bande dessinée Seuls de Fabien Vehlmann et Bruno Gazzotti. Une exposition sur le passage de la bande dessinée au film a été présentée sur le stand des éditions Dupuis.

### Rencontres
- Daniel Clowes, auteur de Patience
- Jean-Claude Mézières et Pierre Christin, auteurs de Valérian et Laureline
- Mari Yamazaki et Miki Tori, auteurs de Pline
- Gengoroh Tagame, auteur du Mari de mon frère
- Chris Claremont, scénariste de la série X-Men
- Le Duel Tintin-Spirou, rencontre animée par Thierry Tinlot avec trois auteurs de chaque journal[13]
- Loo Hui Phang, scénariste
- Simon Hanselmann, auteur de Megg, Mogg et Owl
- Andreas
- Ed Piskor, auteur de Hip Hop Family Tree.

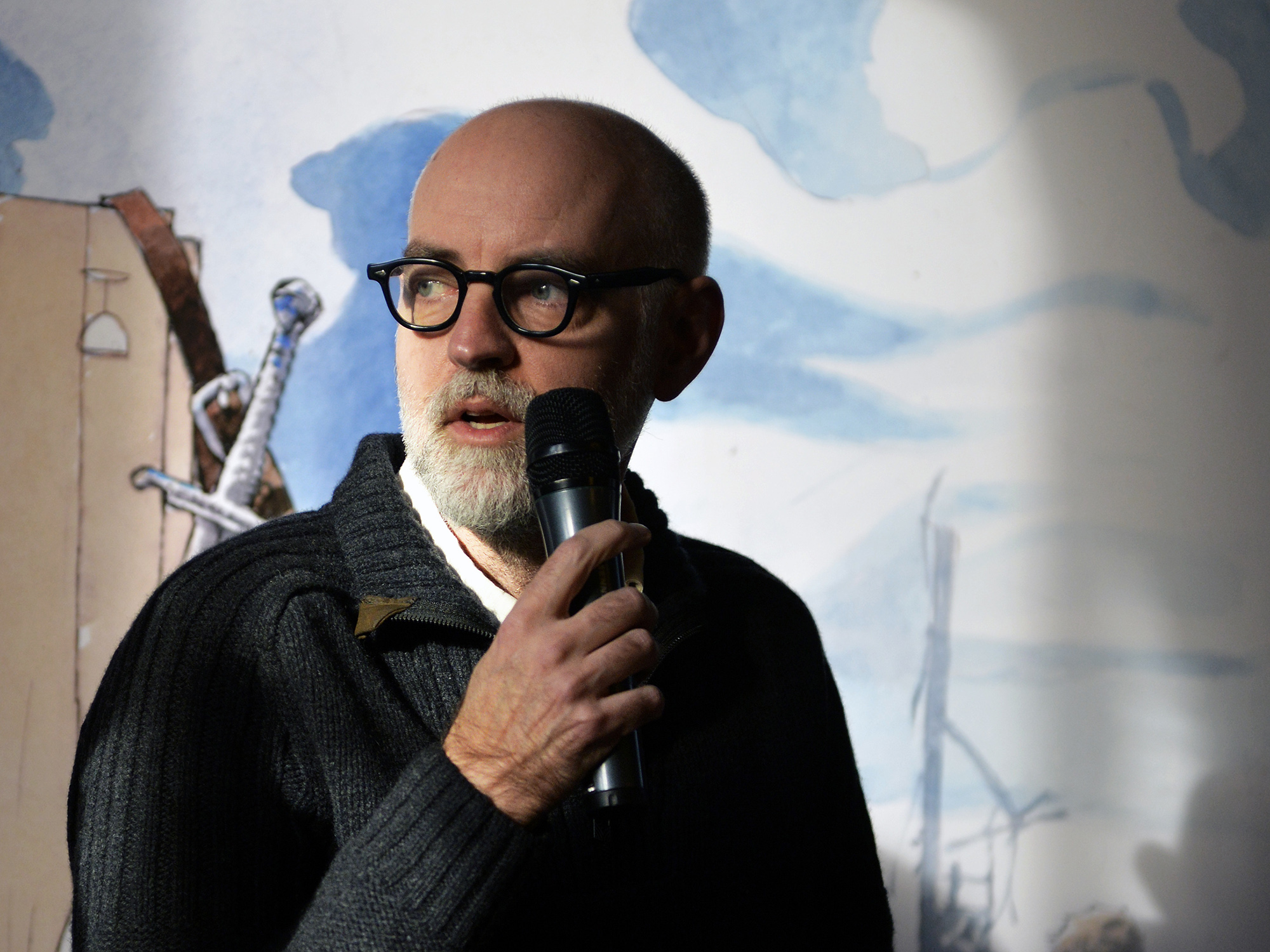
Daniel Clowes
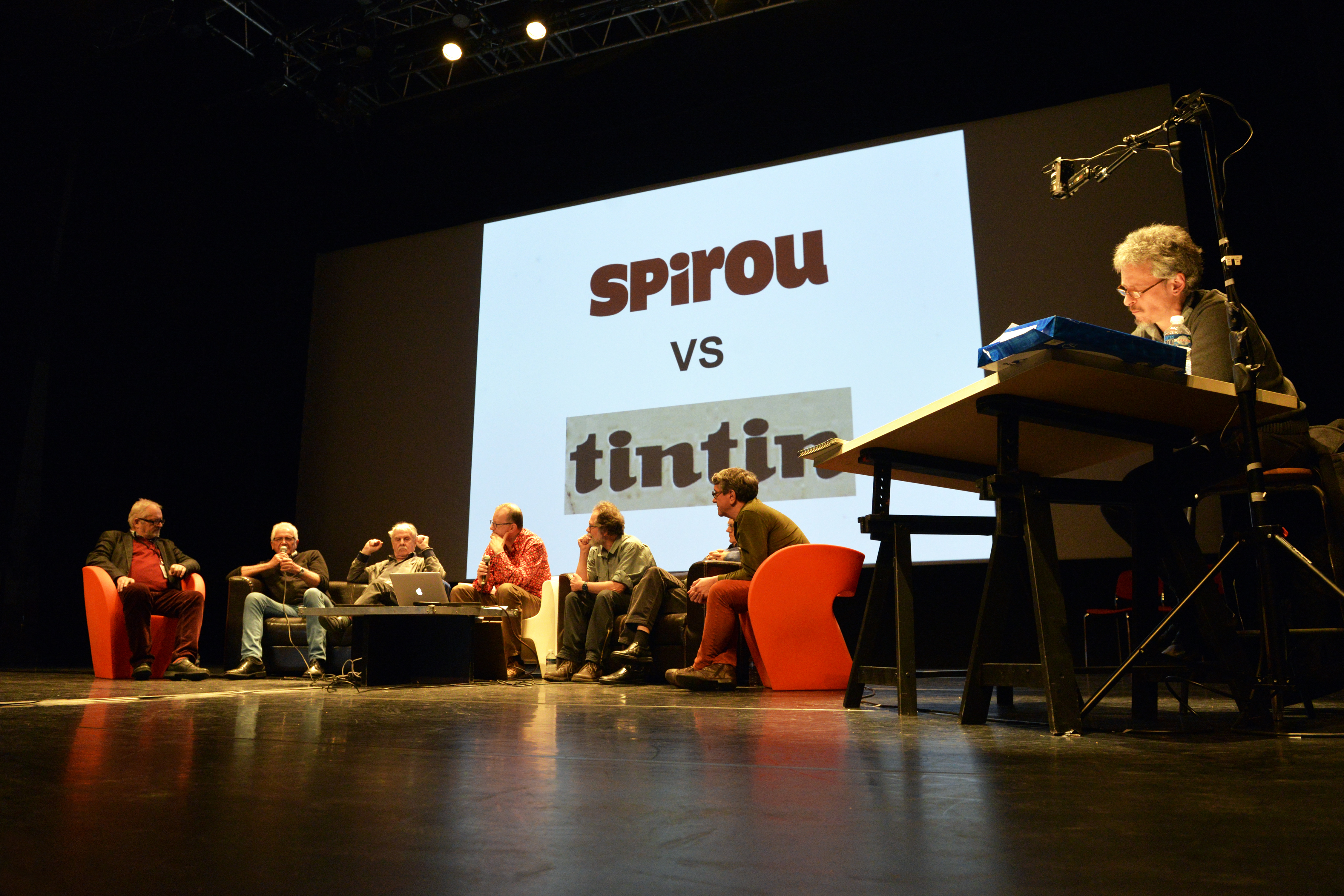
Duel Tintin-Spirou
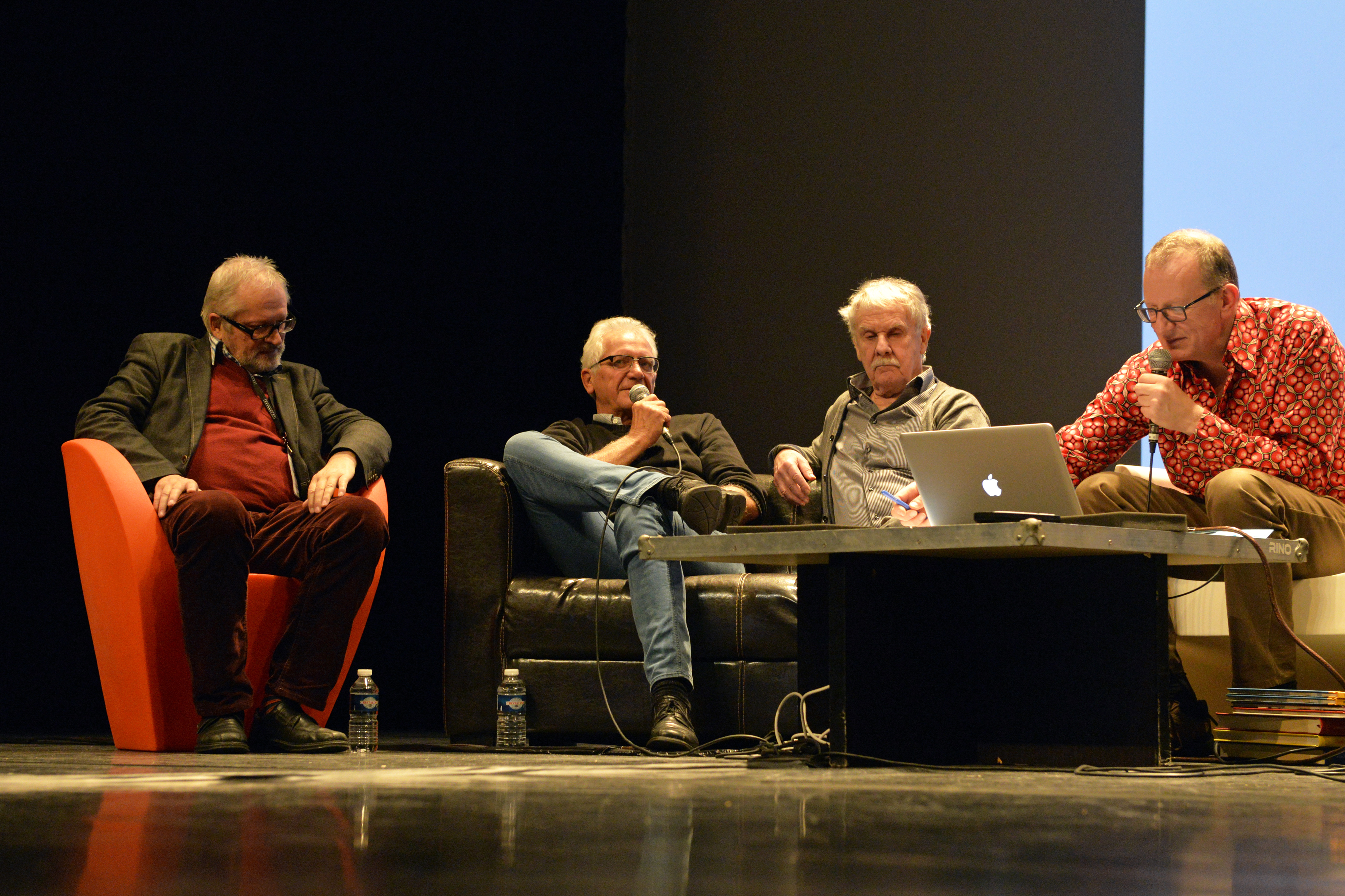
Duel Tintin-Spirou
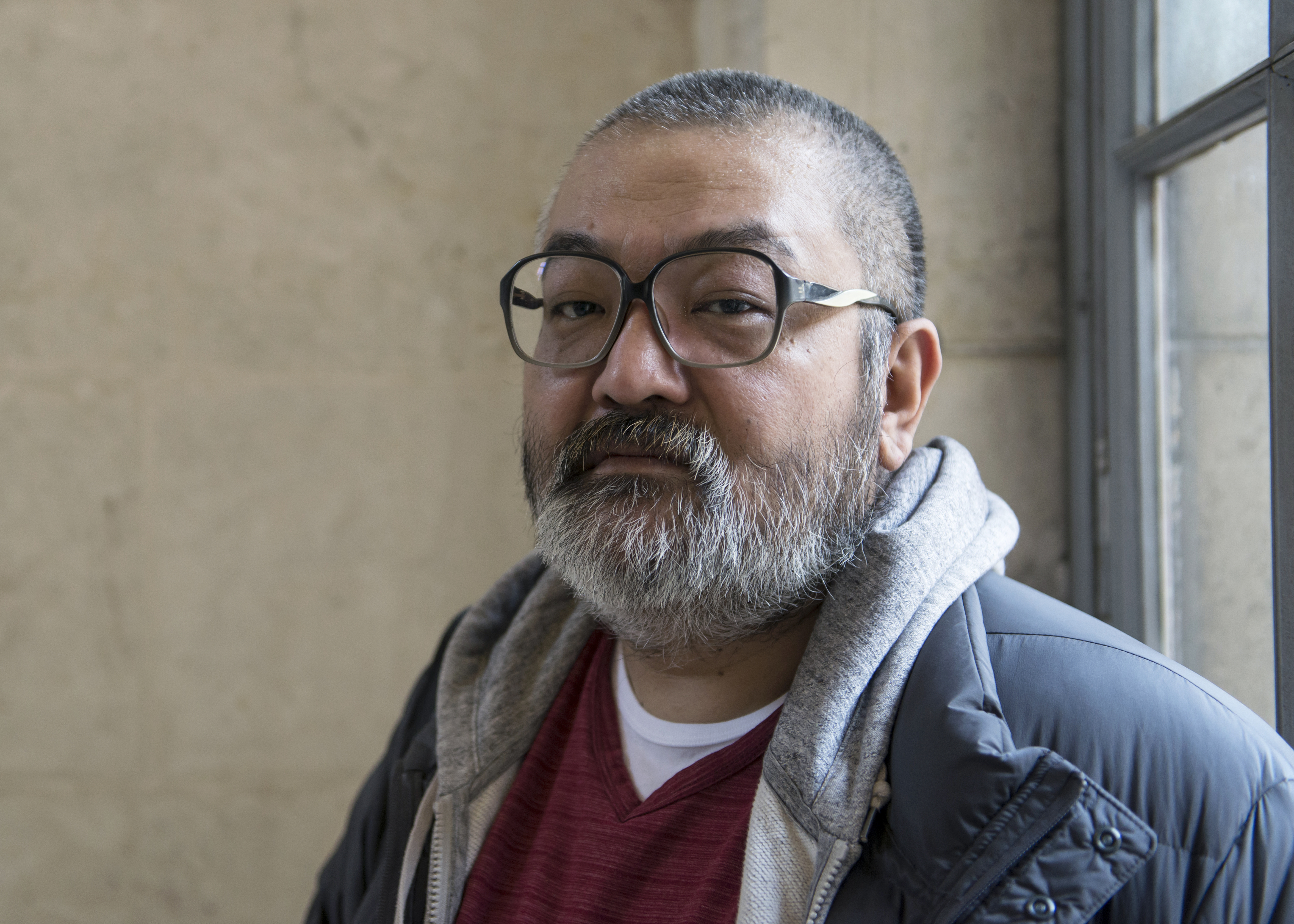
Gengoroh Tagame
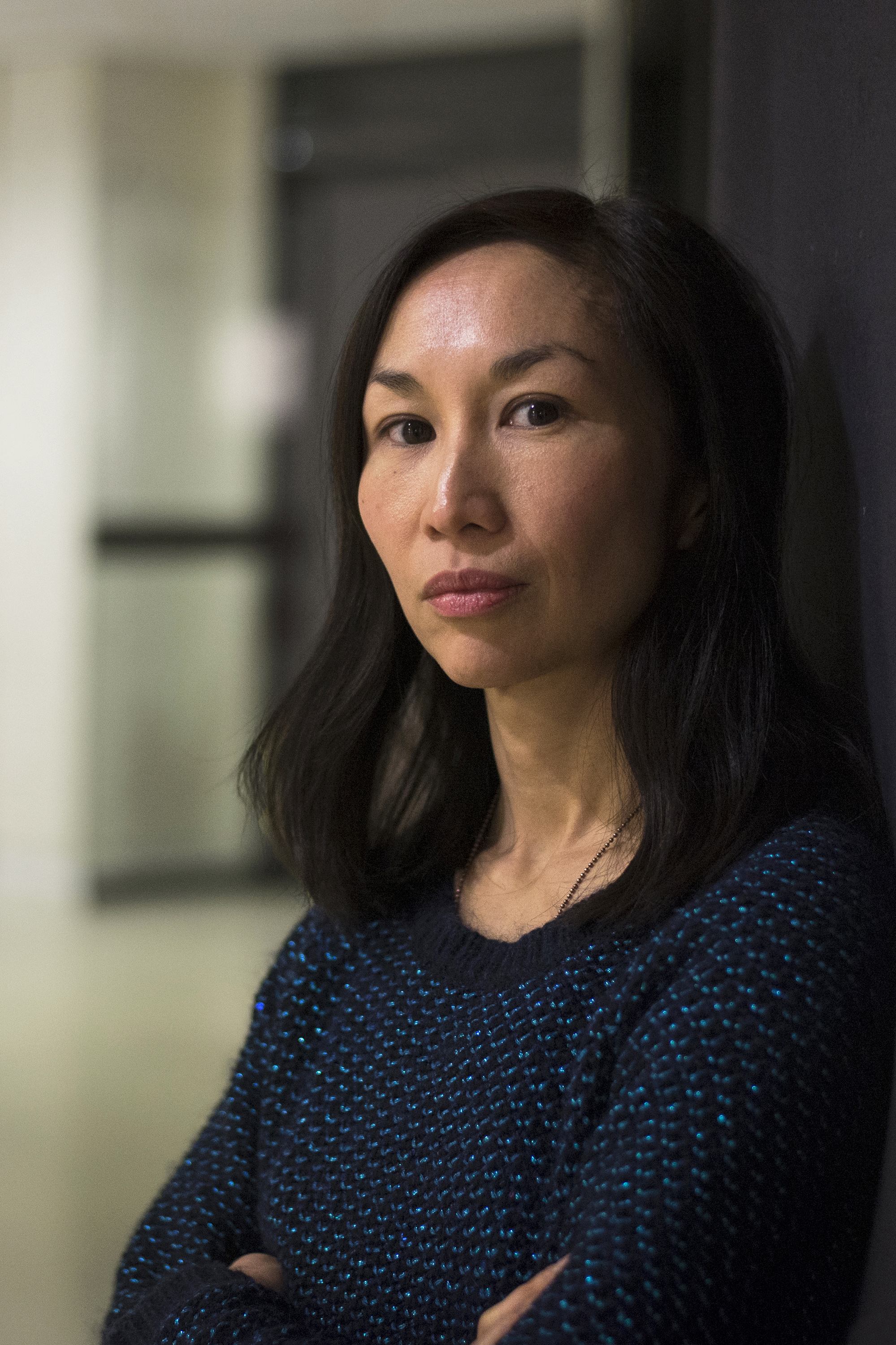
Loo Hui Phang
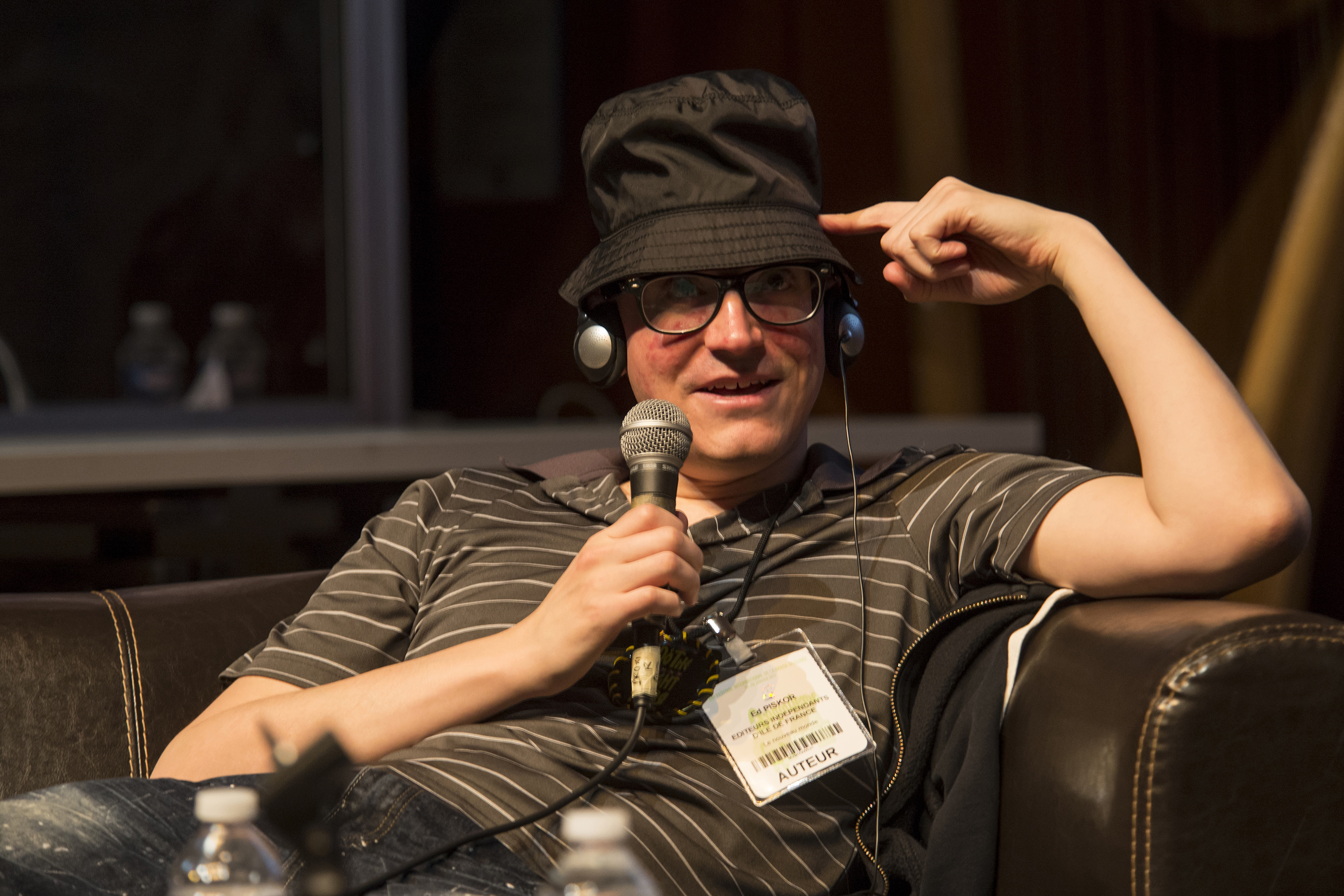
Ed Piskor